# قائمة ملوك مصر القديمة
يُسْتَخَدمُ لَقُبُ «فِرْعون» للإِشارةِ إلى حُكامِ مِصْرَ القَديمَةِ الَّذينَ حَكَموا بَعْدَ توْحيدِ مِصرَ العليا والسفلى على يَدِ المَلكِ نارمر (مينا) خِلالَ فَترةِ الأُسَرِ المُبكِّرة حوالي 3100 قَبلَ الميلادِ. وَمعْ ذلكَ، فإنَّ اللَّقَبَ المُحددْ «فِرعون» لمْ يُستخدمْ لمُخاطبةِ مُلوكِ مِصرَ مِنْ قِبَلِ مُعاصريهمْ حتَّى حَكَمَ مرنبتاح مِن الأسرةِ التاسعةِ عشر حوالي 1200 قبلَ الميلادِ. بِجانبِ لقبِ فِرعون للحكامِ اللاحقينَ، كانَ هُناكَ لقَب ملَكي مِصري قديم استَخْدَمهُ المُلوكُ المَصريونَ وَظلَّ ثابتًا نسبيًا خِلالَ مَسارِ التاريخِ المِصْري القديمِ.
كانتْ مِصر (أو جزء منها) يَحكُمها الفراعنةُ باستمرارٍ لِما يَقْرُبُ مِنْ 2500 عامٍ، حتَّى تمَّ غَزوها مِنْ قِبلِ مملكةِ كوش في أواخرِ القرْنِ الثامِنِ قَبلَ الميلادِ، والتي تبنَّى حُكامها اللَّقَبَ الفِرعوني التَّقليدي. بَعدَ الغزو الكوشي، مرَّتْ مِصر بِفترةٍ أُخرى مِنْ الحُكْم المُستقل قَبْلَ أَنْ تَغزوها الإمبراطورية الأخمينية، الَّتي اتخَذَ حُكامها أيضًا لَقَبَ «فرعون». كانَ نختنبو الثاني هُو آخرُ فَراعِنةِ مصرَ قبلَ أنْ يَغزو الأَخْمينيونَ مِصرَ للمَرةِ الثانيةِ.
يَنقسمُ التاريخُ المِصْري القَديمُ إلى عَصرينِ شامِلينِ وهُما: عَصرُ ما قبلِ التاريخِ والعصرُ التاريخي الثاني.
في عَصرِ ما قبلَ التاريخِ بَدَأَ استقرارُ الإنسانِ المِصري الأولِ في وادي النِّيل (حوالي 6000 ق.م) حيث عرف الزراعة واستأنس الحيوانات واستقر في مجتمعات صغيرة متعاونة، فتقدمت حضارته وظهرت في مصر دولتان، الدلتا والصعيد ما لبثا أن اتحدتا سنة 3100 ق.م. تحت سلطة مركزية يرأسها الفرعون وكان ذلك بفضل (نعرمر) موحد القطرين.
وَفِي العَصْرِ التاريخي الثاني عُرفتِ الكِتابَةُ وَتَبلْورتْ مَظاهِرُ الدِّينِ والفَنِ، وينْقَسِمُ هذا العَصْرُ التَاريخي إلى 30 أُسْرةٍ مَلَكِيةٍ وَثَلاثِ دُوَلٍ، نَعِمتْ مِصْرُ خِلاَلها بِحُكومِةٍ مِرْكَزِيةٍ قَوِيةٍ كَما مَرَّتْ بِفَتَراتِ اضْمِحْلالٍ وَتَفَككٍ يُمْكِنُ تَلْخيصُها كَما يَلي:
- العَصْرُ القَديم: وَيشْمِلُ الأُسْرَتينِ الأُولى وَالثانِيةِ وَهُوَ عَصْرُ إقْرارِ الوِحْدَةِ السِياسِيةِ وَإرْساءِ أُسُسِ الحَضارَةِ المِصْرِيةِ.
- المملكة القديمة: وتشمل الأسر من 3-6 (حوالي 2690 - 2180 ق.م) وهو عصر الأمن الداخلي الكامل، حيث وصلت مصر إلى قمة مجدها في علوم الطب والفلك والهندسة وهو عصر بناء الأهرامات. تبع الدولة القديمة عصر اضمحلال شمل الأسر من 7- 10 (حوالي 2180 - 2060 ق.م)، فسادت الفوضى وعمّ الاضطراب وانحدر الفن بينما أزدهر الأدب، وتمكن أمراء طيبة أن يوحدوا البلاد ثانية وينهضوا بها.[1]

- المملكة الوسطى: وتشمل الأسر من 11- 14 (حوالي 2060 - 1710 ق.م) اهتم الملوك بالسياسة الخارجية، وسيطروا على النوبة السفلى ونفذوا مشروعات ري ضخمة. تبع هذه الدولة عصر الإضمحلال الثاني ويشمل الأسرات 15-17 (حوالي 1710 - 1560 ق.م) حيث وقعت فيه مصر تحت احتلال الهكسوس، الي أن تمكن أمراء طيبة من تحرير وطنهم بفضل مخلصين مثل الملك سقنن رع وابنيه كامس ثم أحمس الذين يعتبرون مؤسسي الدولة الحديثة.[1]
- المملكة الحديثة أو عصر الإمبراطورية: تشمل الأسرات من 18-20 (حوالي 1580 - 1085 ق.م) وخلالها مدت مصر سيادتها من شمال سوريا وبلاد النهرين إلى الشلال الرابع في السودان، وكانت طيبة (تسمى اليوم الأقصر) عاصمة لهذه الإمبراطورية وهناك شُيدت أعظم المعابد وأروع المقابر. تبع ذلك عصر الإضمحلال الثالث ويشمل الأسر 21- 25 (حوالي 1085 - 663 ق.م) حكم فيها البلاد ملوك من أصل ليبي منهم شيشنق ويوكوريس وآخرون من أصل نوبي أشهرهم بعنخي. كما غزاها الأشوريون فثار المصريون وحرروا البلاد من سيطرتهم بقيادة إبسماتيك الأول الذي أسس الأسرة 26 (حوالي 663 - 529 ق.م) وأرجع لمصر قوتها وبدأ عصر النهضة، ثم استولى الفرس على البلاد ونجحت بعض الشخصيات القوية في طردهم، ولكنهم عادوا طوال الأسرات 27-30. وانتهى تاريخ الفراعنة حين غزا الإسكندر الأكبر مصر وطرد الفرس 332ق.م. وبعد ذلك حكمها الفراعنة اليونانيون من الأسرة البطلمية. انتهى حكم هذه الأسرة عندما أصبحت مصر مقاطعة رومانية مستقلة عام 30 قبل الميلاد.[1]

التواريخ الواردة في هذه القائمة تقريبية. وهي تستند في المقام الأول إلى التسلسل الزمني التقليدي لمصر القديمة، والتي تستند في الغالب إلى قاعدة بيانات مصر الرقمية للجامعات  التي طورها متحف بيتري للآثار المصرية، ولكن يمكن الإشارة إلى التواريخ البديلة المأخوذة من مصادر أخرى بشكل منفصل.

## قوائم الملوك المصريين القدماء
تستندُ القوائم الحديثة للفراعنة إلى السجلات التاريخية، وتضمن بما في ذلك قوائم الملوك المصريين القدماء وسجلات المؤرخين مثل مانيتون بالإضافة إلى الأدلة الأثرية المكتشفة. فيما يتعلق بالمصادر القديمة، يدعو علماء المصريات والمؤرخون على حد سواء إلى توخي الحذر فيما يتعلق بمصداقية هذه المصادر ودقتها واكتمالها، والتي كتب الكثير منها بعد فترة طويلة من العهود التي ذكروها. هناك مشكلة إضافية تتمثل في أن قوائم الملوك القديمة غالبًا ما تكون تالفة وغير متسقة مع بعضها البعض و / أو انتقائية.
القوائم القديمة التالية معروفة (جنبا إلى جنب مع الأسرة التي تم كتابة القائمة في عصرها):
- طبعات أختام دن (الأسرة الأولى)؛ عُثر عليها في قبر دن. وهي تسرد جميع ملوك الأسرة الأولى من نارمر إلى دن (بأسماء حورس).
- حجر باليرمو (الأسرة الخامسة)؛ منحوتة على البازلت. كانت محطمة إلى قطع وبالتالي هي غير مكتملة حاليا.
- قائمة ملوك الجيزة (الأسرة السادسة)؛ رسمت بالحبر الأحمر والأخضر والأسود على الجص وخشب الأرز.
- حجر جنوب سقارة (الأسرة السادسة)؛ منحوتة على البازلت الأسود.
- قائمة الملوك بالكرنك (الأسرة الثامنة عشر)؛ منحوتة في الحجر الجيري.
- قائمة الملوك بأبيدوس لسيتي الأول (الأسرة التاسعة عشر)؛ منحوتة على الحجر الجيري وهي مفصلة جدا، ولكن تهمل الفترة الانتقالية الأولى.
- قائمة الملوك بأبيدوس لرمسيس الثاني (الأسرة التاسعة عشر)؛ منحوتة على الحجر الجيري.
- قائمة ملوك سقارة (الأسرة التاسعة عشر)، منحوتة على الحجر الجيري. مفصلة جدا، ولكن تهمل معظم ملوك الأسرة الأولى لأسباب غير معروفة.
- بردية تورينو (الأسرة التاسعة عشر): مكتوبة بالحبر الأحمر والأسود على ورق البردي. ربما هي قائمة الملوك الأكثر اكتمالا في التاريخ، ولكنها تالفة حاليا.
- كتاب (تاريخ مصر) للمؤرخ المصري مانيتون (العصر اليوناني): من المرجح أنه كُتب على ورق البردي. النص الأصلي مفقود حاليا، ويبدو أن الكثير من الحكايات المسندة إلى بعض الملوك وهمية.

## عصر ما قبل الأسرات

### مصر السفلى
تتألفُ مِصر السفلى جغرافيا من شمال النيل والدلتا. القائمة التالية قد لا تكون كاملة:
| الرقم | الاسم               | تعليق                                                                                                 | مدة الحكم                                         |
| ----- | ------------------- | --- | ------------------------------------------------- |
| 1     | الملك رقم 1 - مفقود | يُعرف فقط من خلال حجر باليرمو                                                                          | غير معروف                                         |
| 2     | سكيو / سيكا         | يُعرف فقط من خلال حجر باليرمو                                                                          | غير معروف                                         |
| 3     | خيو                 | يُعرف فقط من خلال حجر باليرمو                                                                          | غير معروف                                         |
| 4     | تيو                 | يُعرف فقط من خلال حجر باليرمو                                                                          | غير معروف                                         |
| 5     | تش                  | يُعرف فقط من خلال حجر باليرمو                                                                          | غير معروف                                         |
| 6     | نيهب                | يُعرف فقط من خلال حجر باليرمو                                                                          | غير معروف                                         |
| 7     | وزنر                | يُعرف فقط من خلال حجر باليرمو                                                                          | حكم حوالي عام 3180 قبل الميلاد أو قبل ذلك التاريخ |
| 8     | ميخ                 | يُعرف فقط من خلال حجر باليرمو                                                                          | غير معروف                                         |
| 9     | الملك رقم 9 - مفقود | يُعرف فقط من خلال حجر باليرمو                                                                          | غير معروف                                         |
| 10    | هيجو هور            | يُعرف فقط من أباريق طينية عُثر عليها في طرة                                                             | حضارة نقادة الثانية                               |
| 11    | ني - هور            | لا يُعرف إلا من الأواني الفخارية والحجرية التي عُثر عليها في المقابر                                    | حضارة نقادة الثانية                               |
| 12    | هات - هور           | معروف فقط من خلال دليلين أثريين: الأول وهو نقش عثر عليه في شرق دلتا النيل ووالثاني قطعة فخارية من طرة | حوالي 3180 قبل الميلاد                            |
| 13    | الصقر المزدوج       | قد يكون قد حكم أيضًا في صعيد مصر                                                                       | حضارة نقادة الثالثة (القرن 32 ق م)                |
| 14    | واش                 | يُعرف فقط من لوحة نارمر حوالي عام 3150 قبل الميلاد                                                     | حضارة نقادة الثالثة                               |

### مصر العليا
تَضُمُ هَذِهِ القائِمَةُ حُكامَ مِصْرَ العُلْيا قَبْلَ عَصْرِ الأُسُراتِ المُنْتَمينَ إلى أَواخِرِ حَضارةِ نَقادَة الثالثة، أَحْياناً وبِشكلٍ غَيْرِ رَسْمي يتم وَصْفُهًم بِالأُسْرَة 00.
| الرقم | الاسم        | تعليق                                                                         | مدة الحكم                                           |
| ----- | ------------ | ----------------------------------------------------------------------------- | --------------------------------------------------- |
| 1     | اصبع الحلزون | وجود هذا الملك أمر مشكوك فيه للغاية.                                          | حضارة نقادة الثالثة                                 |
| 2     | فيش          | يُعرف فقط من خلال القطع الأثرية التي تحمل أثره. على الأرجح لم يكن موجودًا أبدًا. | حضارة نقادة الثالثة. حوالي 3250 - 3220 قبل الميلاد  |
| 3     | أيليفانت     | من المحتمل أنه لم يوجد على الإطلاق                                            | حضارة نقادة الثالثة. حوالي 3240 - 3220 قبل الميلاد  |
| 4     | ستورك        | على الأرجح لم يكن موجود.                                                      | حضارة نقادة الثالثة                                 |
| 5     | الثور        | على الأرجح لم يكن موجود.                                                      | حضارة نقادة الثالثة                                 |
| 6     | عقرب الأول   | أول حاكم لصعيد مصر. قد يشير اسمه إلى إلهة العقرب سرقت                         | حضارة نقادة الثالثة. حوالي 3250 - 3200 قبل الميلاد. |

### الحكام ما قبل الأسرات: الأسرة 0
القائِمَةُ التالِيَةُ لِحُكامِ ما قَبلَ عَصْرِ الأُسرات قَدْ تَكونُ غَيْرَ مُكْتَمِلَة. وَلِأَنَّ هؤلاءِ المُلوكِ سَبقوا أَوَّلَ سُلالَة، فَقَدْ تمَّ تَجْميعهُم بِشَكْلٍ غير رسمي بِإسْم «الأُسْرَة 0».
| الرقم | الاسم       | تعليق | مدة الحكم              |
| ----- | ----------- | --- | ---------------------- |
| 1     | إري حور     | ترتيبه الزمني غير واضح.يٌعتبر أول حاكم لمصر عُرف بالاسم ويشار إليه أحيانًا على أنه أقدم شخص تاريخي معروف بالاسم على قيد الحياة.                            | حوالي 3150 قبل الميلاد |
| 2     | التمساح     | هويته ووجوده متنازع عليه. ربما كان قد حكم في أواخر عهد نقادة الثالث. إن النقوش القليلة بالحبر التي تظهر اسمه مرسومة بطريقة سيئة للغاية. قبره غير معروف. | حوالي 3150 قبل الميلاد |
| 3     | كا          | ترتيبه الزمني غير واضح. هو أول ملك مصري معروف له سرخ منقوش على عدد من القطع الأثرية. عُثر على العديد من الآثار التي تثبت وجوده في طرخان ووادي طميلات     | حوالي 3150 قبل الميلاد |
| 4     | عقرب الثاني | ربما يكون هو نفسه نارمر. | حوالي 3150 قبل الميلاد |

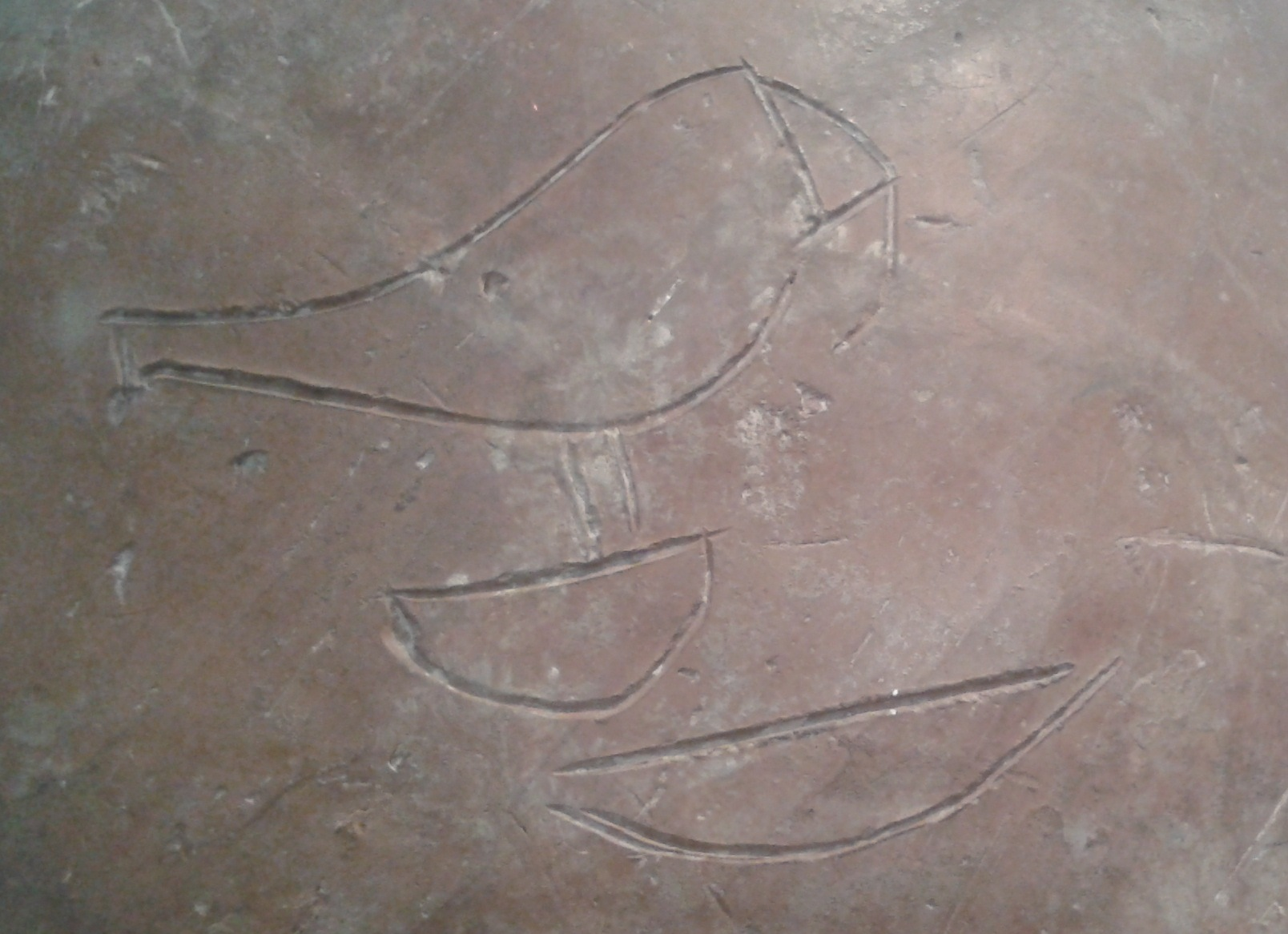
إناء كبير نُقش عليه اسم الملك إري حور عُثر عليه في قبره في أبيدوس
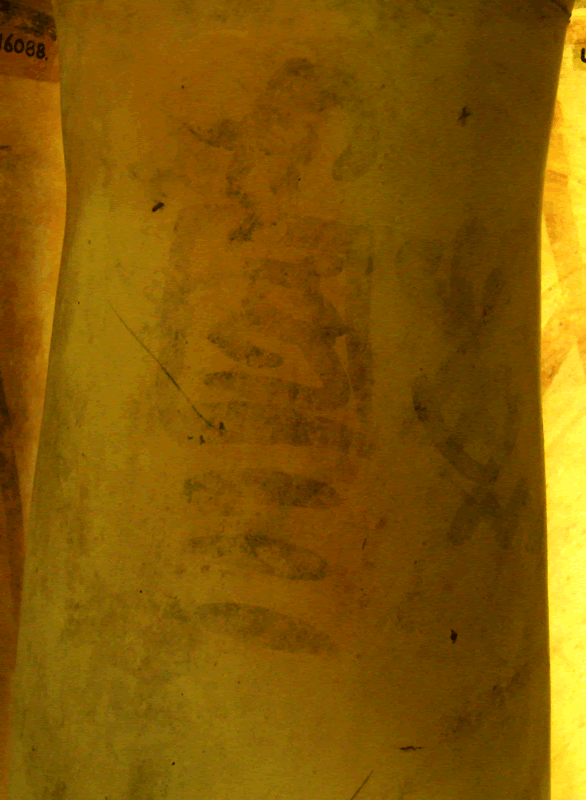
إناء عثر عليه في طرخان (القبر رقم 1549) يظهر فيه اسم الملك التمساح (متحف بيتري)
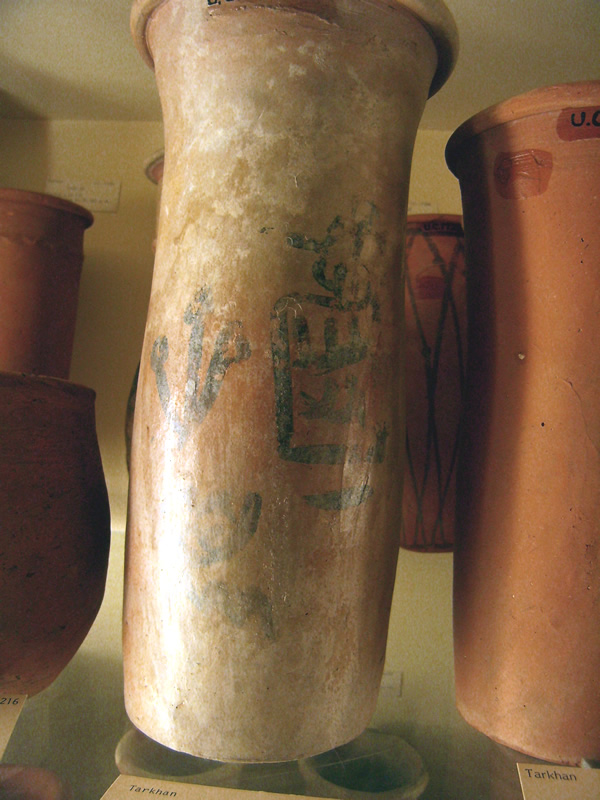
إناء عثر عليه في طرخان (القبر رقم 261) يُظهر اسم الملك المصري كا . متحف بيتري ، لندن
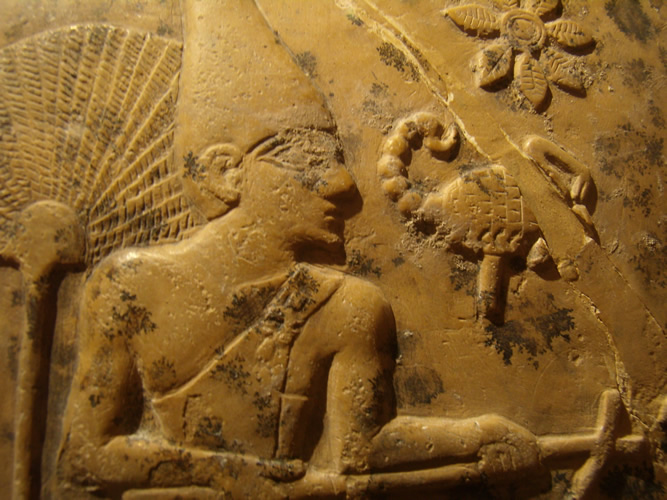
تصوير للملك عقرب الثاني. متحف أشموليان ، أكسفورد
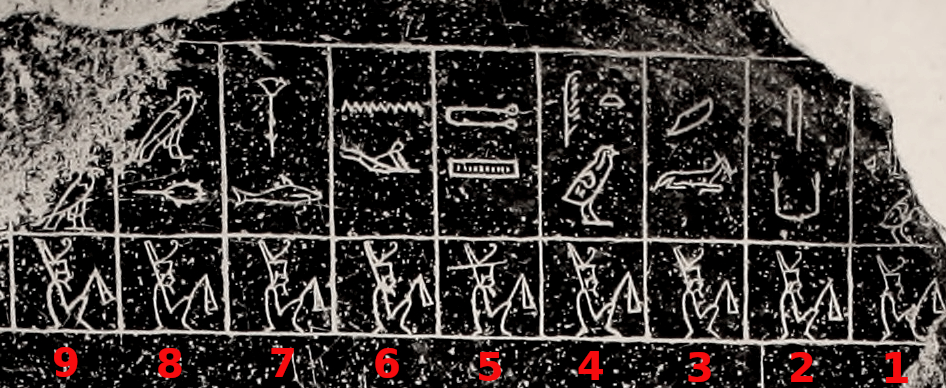
حجر باليرمو . تظهر فيه اسماء الملوك من 2 إلى 8 ويلاحظ فقدان إسم الملك رقم 1 و 9
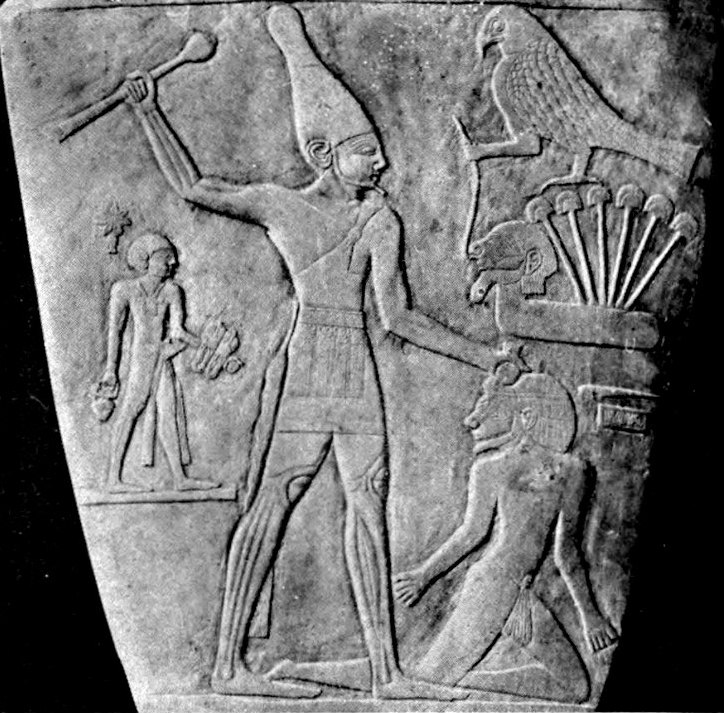
لوح طيني يظهر فيه الملك واش

## أوائل عصر الأُسر
تمتد بداية فترة الأسر في مصر من حوالي 3150 إلى 2686 قبل الميلاد.
يُطلق على التاريخ المصري القديم قبل العصر اليوناني الروماني فترة الأسرات، والذي ينقسم إلى 30 أسرة. يبدأ هذا العصر بتوحيد مصر في كيان سياسي واحد في حوالي عام 3100 قبل الميلاد، وتتكون من الأسرتين الأولى والثانية.
تمت عملية توحيد مصر العليا والسفلى بشكل تدريجي، ويبدو أن إحدى مراحلها الأخيرة حدثت في عهد الملك نعرمر(نارمر). الذي ترك لوح حجري باسمه يعد إحدى أهم الكنوز في المتحف المصري بالقاهرة حيث يعتبر سجلاً لهذا الحدث التاريخي. ومع توحيد مصر، تأسست عاصمة جديدة وهي منف. التي كانت تُعرف باسم «إنب حدج» أي «الجدار الأبيض» وتقع بين مصر العليا والسفلى وكانت من أهم مدن مصر القديمة وأكثرها زيادة في السكان على مدار التاريخ المصري القديم.
احتلت منطقة أبيدوس (بالقرب من سوهاج الحديثة) مكانتها البارزة منذ حضارة نقادة الثالثة السابقة. حيث دفن ملوك الأسرة الأولى في تلك المدينة، وتمثل مقابرهم طفرة هائلة في المعمار. وأصبحت مصر في تلك الفترة أكثر مركزية وكانت قوة الملك في تطور.
دفن معظم حكام الأسرة الثانية في منف، لكن الملكين الأخيرين برإيب سن وخع سمخوي قد بنيا مقبرتهما في أبيدوس. تشير الأدلة إلى وجود صراع على السلطة بينهما، ويحتمل أن يكون تقليداً للقصص الأسطوري الذي يدور حول المعبودان حورس وست. نمت السلطة الملكية بشكل واضح خلال عهد خع سخموي. ومثل أسلافه، جعل مقبرته ومجموعته الجنائزية بالقرب من وادي النيل. ومع ذلك، فإن هذا المبنى الضخم والمعروف اليوم باسم منطقة «شونة الزبيب» يفوق بكثير أي من أسلافه، كما  يعد أحد أقدم المنشآت المبنية من الطوب اللبن في العالم.

### الأسرة الأولى
حكمت الأسرة الأولى من حوالي 3150 إلى 2890 ق.م. وهي السلالة الأولى من الملوك المصريين الذين حكموا مصر بعد توحيدها (مصر العليا والسفلى) عن طريق نارمر الذي حكم بعده ثمانية ملوك أشهرهم (حور عحا) و (جر) و (جت) والملكة (مريت نيت) التي تعد أول ملكة حاكمة في التاريخ القديم، وتمثل بداية العصور التاريخية المصرية.
كان مركز الحكم في هذا الوقت بمدينة ثينيس وهي الآن مدينة تتبع دار السلام المجاور لمركز البلينا محافظة سوهاج واسمها حاليا نجع المشايخ.
| الرقم | الاسم              | تعليق                                                                                   | مدة الحكم              |
| ----- | ------------------ | --------------------------------------------------------------------------------------- | ---------------------- |
| 1     | نارمر              | يعتقد أنه هو الملك مينا الذي وحًَد مصر العليا والسفلى.                                    | حوالي 3100 قبل الميلاد |
| 2     | حور عحا            | يشير نقش على لوح عاجي عُثر عليه في أبيدوس إلى أن حور عحا قاد حملة استكشافية ضد النوبيين. | حوالي 3050 قبل الميلاد |
| 3     | جر (خنت)           | يظهر اسمه ولقبه على حجر باليرمو. ويعتقد أن قبره هو القبر الأسطوري لأوزوريس.             | 54 سنة                 |
| 4     | جت (وارجى)         |                                                                                         | 10 سنة                 |
| 5     | دن (وديمون - سمتى) | أول فرعون يصور مرتديًا التاج المزدوج لمصر .                                              | 42 سنة                 |
| 6     | عج إب (عنزيب)      | [ 23 ]                                                                                  | 10 سنوات               |
| 7     | سمر خت             |                                                                                         | 81⁄2 سنة               |
| 8     | قاع (قع)           | حكم لفترة طويلة جدا                                                                     | 34 سنة                 |
| 9     | سنيفيركا           | حكم لفترة قصيرة جدًا، وترتيبه الزمني الصحيح غير معروف.                                   | حوالي 2900 قبل الميلاد |
| 10    | حورس با            | حكم لفترة قصيرة جدًا، وترتيبه الزمني الصحيح غير معروف.                                   | حوالي 2900 قبل الميلاد |

### الأسرة الثانية
حكمت الأسرة الثانية من 2890 إلى 2686 قبل الميلاد.
| الرقم | الاسم           | تعليق                                                                                           | مدة الحكم                     |
| ----- | --------------- | ----------------------------------------------------------------------------------------------- | ----------------------------- |
| 1     | حتب سخم وى      | يسميه مانيتون (بيثوس). يقال أنه وقع زلزال عظيم في عهده قتل الكثير من الناس.                     | 15 سنة                        |
| 2     | نب رع           | الملك الأول الذي يستخدم رمز الشمس في اسمه الملكي ربما هو نفسه الفرعون وينج.                     | 14 سنة                        |
| 3     | ني نتجر (نينتر) | ربما قسّم مصر بين خلفائه، وزُعم أنه سمح للمرأة بالحكم مثل الفراعنة.                               | 43–45 سنة                     |
| 4     | وينج (ونج)      | من المرجح أنه كان حاكماً مستقلاً أو مثل سخم إب بر ان ماعت أو بر إيب سن أو رع نب                   | حوالي 2740 قبل الميلاد        |
| 5     | سنيدج (سند)     | يعتقد أنه هو نفسه الفرعون بر إيب سن. مع ذلك هو موضع خلاف كبير.                                  | 47 سنة                        |
| 6     | بر إيب سن       | [ 31 ]                                                                                          | غير معروف                     |
| 7     | سخم إيب         | [ 32 ]                                                                                          | حوالي 2720 قبل الميلاد        |
| 8     | نفركارا الأول   | يُعرف فقط من خلال قوائم الملك رمسيس الثاني. لم يثبت وجوده من الأدلة التاريخية.                   | 25 سنة (وفقا لـ مانيتون)      |
| 9     | نفركاسوكار      | يُعرف فقط من خلال قوائم الملك رمسيس الثاني. تزعم الأساطير القديمة أنه أنقذ مصر من الجفاف الدائم. | 8 سنوات                       |
| 10    | هودجفة الأول    | يُعرف فقط من قوائم الملك رمسيس الثاني.                                                           | 11 سنة (وفقا لـ بردية تورينو) |
| 11    | خع سخموي        | يُعتقد أنه أعاد توحيد مصر بعد فترة من الاضطرابات                                                 | 18 سنوات                      |
| 12    | نوب نفر         | يُعتقد أنه كان معاصرا للفرعون ني نتجر. لا يمكن تحديد ترتيبه الزمني بشكل دقيق                     | غير معروف                     |

## المملكة القديمة
مملكة مصر القديمة هي المرحلة الزمنية التي سبقت عصر الاضمحلال الأول. استمر حكم المملكة من 2686 إلى 2181 قبل الميلاد. تبدأ المملكة القديمة ببداية الأسرة الثالثة وتنتهي بالأسرة السادسة، وقد جرت عادة الفراعنة في هذا العصر على تشييد أهرامات بالقرب من قصورهم وقد بلغت وحدة البلاد تمامها في هذا العهد، ويمتاز هذا العهد بالتطور السريع لفن العمارة والبناء والنحت والنقش .

### الأسرة الثالثة
حكمت الأسرة الثالثة من 2686 إلى 2613 قبل الميلاد.
| الرقم | الاسم        | تعليق | مدة الحكم                                       |
| ----- | ------------ | --- | ----------------------------------------------- |
| 1     | زوسر (نترخت) | أمر ببناء هرم زوسر أول هرم في مصر، أنشأه كبير المهندسين المعماريين والكاتب إمحوتب. كان أول فرعون يرسل حملات إلى وادي مغارة في سيناء لاستخراج النحاس والفيروز.       | 19 أو 28 سنة. من المحتمل حوالي 2650 قبل الميلاد |
| 2     | سخم خت       | لا يُعرف الكثير عنه لأنه حكم لبضع سنوات فقط. ومع ذلك، فقد قام ببناء هرم مدرج في سقارة وخلف وراءه نقشًا صخريًا معروفًا في وادي مغارة.                                    | 2649–2643 قبل الميلاد                           |
| 3     | سانخت        | الظاهر أن هذا الفرعون حكم كل مصر؛ حيث وجد اسمه منقوشًا على صخور وادي مغارة في شبه جزيرة سينا.                                                                        | حوالي 2650 قبل الميلاد                          |
| 4     | خع با (حابا) | من المحتمل أنه هو من قام ببناء الهرم الغير مكتمل (هرم مدور) | .2643–2637 قبل الميلاد                          |
| 5     | نفركا        | | غير معروف                                       |
| 6     | حوني         | أقام لنفسه هرمًا في دهشور في جنوب سقارة. وقد جاء ذكره في ورقة عثر عليها من عهد الدولة الوسطى تنص على أن «حوني» هو السلف المباشر للفرعون «سنفرو» مؤسس الأسرة الرابعة. | 2637–2613 قبل الميلاد                           |

### الأسرة الرابعة
حكمت الأسرة الرابعة من عام 2613 إلى 2496 قبل الميلاد.
| الرقم | الاسم                 | تعليق | مدة الحكم              |
| ----- | --------------------- | --- | ---------------------- |
| 1     | سنفرو                 | اهتم بتأمين الحدود، قام بحملة إلي بلاد النوبة ليعيد الأمن إلى حدود مصر الجنوبية. أرسل أسطولا ضخما إلى فينيقيا لاستيراد خشب الأرز. شيد لنفسه ثلاثة أهرامات: الأول هرم ميدوم والهرم الأحمر والهرم المائل.                                                                                               | 2613–2589 قبل الميلاد  |
| 2     | خوفو                  | يشتهر أنه باني الهرم الأكبر في الجيزة، وهو أعلى هرم في العالم | 2589–2566 قبل الميلاد  |
| 3     | دجيدف رع (جدف رع)     | | 2566–2558 قبل الميلاد  |
| 4     | خفرع                  | يشتهر أنه باني الهرم الثاني في الجيزة. | 2558–2532 قبل الميلاد  |
| 5     | باكا (أمير) / بيخيريس | قد يكون هو من قام ببناء الهرم الشمالي غير المكتمل لزاوية العريان. | حوالي 2570 قبل الميلاد |
| 6     | منقرع (منكاورع)       | ابن الملك خفرع. هرمه هو ثالث وأصغر هرم في الجيزة. تزعم أسطورة أن ابنته الوحيدة ماتت بسبب مرض ودفنها منقرع في نعش ذهبي على شكل بقرة. | 2532–2503 قبل الميلاد  |
| 7     | شبسس كاف              | ابن الملك منقرع. حكم من ست إلى ثماني سنوات تم في عهده الانتهاء من بناء مجمع المعبد لهرم منقرع وبناء المصطبة الخاصة به في جنوب سقارة. | 2503–2498 قبل الميلاد  |
| 8     | خنت كاوس              | هي بنت الملك منقرع. تولت الحكم لأن شبسس كاف مات ولم يترك له خلفًا من الذكور، فطالبت بالعرش بعده. كتبت على باب هرمها «ملك الوجهين القبلي والبحري والأم الملكية وبنت الإله، وكل شيء تأمر به ينفذ لأجلها». أنجبت «أوسركاف» أول ملوك الأسرة الخامسة وكانت هي الحلقة الموصلة بين الأسرتين الرابعة والخامسة. | غير معروف              |
| 9     | ثامفثيس               | وفقا للمؤرخ مانيتون كان هذا الملك هو آخر ملوك الأسرة الرابعة. لم يثبت وجوده من الآثار وبالتالي من المحتمل أنه خيالي. | حوالي 2500 قبل الميلاد |

### الأسرة الخامسة
حكمت الأسرة الخامسة من 2496 إلى 2345 قبل الميلاد.
| الرقم | الاسم             | تعليق                                                                                               | مدة الحكم             |
| ----- | ----------------- | --------------------------------------------------------------------------------------------------- | --------------------- |
| 1     | أوسركاف           | دفن في هرم بسقارة. قام ببناء أول معبد للشمس في أبوصير.                                              | 2496–2491 قبل الميلاد |
| 2     | ساحورع            | نقل المقبرة الملكية إلى أبو صير حيث بنى هرم ساحورع.                                                 | 2490–2477 قبل الميلاد |
| 3     | نفر إر كارع كاكاي | ابن ساحورع، ولد باسم رانفر                                                                          | 2477–2467 قبل الميلاد |
| 4     | نفر ف رع          | ابن نفر إر كارع كاكاي                                                                               | 2460–2458 قبل الميلاد |
| 5     | شبسس كارع         | حكم على الأرجح بعد نفر ف رع ولعدة أشهر فقط، يُعتقد أنه ابن ساحورع.                                   | بضعة أشهر             |
| 6     | ني أوسر رع        | شقيق الملك نفر ف رع                                                                                 | 2445–2422 قبل الميلاد |
| 7     | منكاو حور كايو    | آخر فرعون قام ببناء معبد الشمس                                                                      | 2422–2414 قبل الميلاد |
| 8     | جد كا رع          | قام بإصلاحات شاملة فعالة للإدارة المصرية. تمتع بأطول فترة حكم في سلالته، حيث حكم لما يقارب 35 عامًا. | 2414–2375 قبل الميلاد |
| 9     | أوناس             | قام ببناء هرم أوناس                                                                                 | 2375–2345 قبل الميلاد |

### الأسرة السادسة
حكمت الأسرة السادسة من 2345 إلى 2181 قبل الميلاد.
| الرقم | الاسم                   | تعليق | مدة الحكم                                 |
| ----- | ----------------------- | --- | ----------------------------------------- |
| 1     | تتي                     | وفقا للمؤرخ مانيتو فقد قُتل.                                                                                 | 2345–2333 قبل الميلاد                     |
| 2     | أوسر كا رع              | حكم من 1 إلى 5 سنوات، وربما يكون قد اغتصب العرش من تتي                                                      | 2333–2332 قبل الميلاد                     |
| 3     | بيبي الأول (مرى رع)     | واجه هذا الملك العديد من المؤامرات والمشاكل السياسية .                                                      | 2332–2283 قبل الميلاد                     |
| 4     | مرن رع الأول            | كان يُعتقد أنه مات في سن مبكرة، لكن الاكتشافات الأثرية الحديثة نقضت هذا الإدعاء .                            | 2283–2278 قبل الميلاد                     |
| 5     | بيبي الثاني (نفر كا رع) | ربما يكون أطول ملك حكم في تاريخ البشرية (لمدة 94 عامًا على العرش). أو ربما حكم 64 عاما فقط .                 | 2278–2184 قبل الميلاد                     |
| 6     | نفركا                   | حكم خلال عصر بيبي الثاني؛ ربما كان ابنه أو شريكه في الحكم.                                                  | 2200–2199 قبل الميلاد                     |
| 7     | مرن رع الثاني           | عاش لفترة قصيرة يُعتقد أنه الأبن الأكبر لبيبي الثاني.                                                        | سنة واحدة وشهر واحد. 2184 قبل الميلاد     |
| 8     | نت جر كا رع             | قام هذا الملك بدعم الملكة الأسطورية نيت إقرت. يُصنف أحيانًا على أنه أول ملوك الأسرة السابعة / الثامنة مجتمعة. | حكم لفترة قصيرة: من 2184-2181 قبل الميلاد |

## عصر الاضمحلال الأول
يَمْتدُ هذا العصرُ مِنْ نَحوِ 2180 ق.م إلى 2060 ق.م. ويتميزُ بالتدهورِ الاقتصادي والثوْرةِ الاجتِماعِية ضِدَّ الإقطاعِ والحكومة، وبالرغمِ من ذلك فقد ازدهر في هذا العصر الأدب المصري القديم. يمتد هذا العصر من بداية الأسرة السابعة حتى نهاية الأسرة الحادية عشرة.. وتكونت هذه الأسر من ملوك غير معروفين ولم يتركوا في التاريخ المصري اثراً يذكر
انهارت المملكة القديمة بسرعة بعد وفاة بيبي الثاني. الذي حكم لأكثر من 64 عامًا وربما يصل إلى 94 عامًا، أي أطول من أي ملك في التاريخ. تميزت السنوات الأخيرة من حكمه بعدم كفاءته بسبب تقدمه في السن. انهار اتحاد المملكتين وكان على القادة الإقليميين التعامل مع المجاعة الناتجة.
حاول ملوك الأسرتين السابعة والثامنة، الذين مثلوا خلفاء الأسرة السادسة، التمسك ببعض السلطة في ممفيس، لكنهم كان يدينون بالكثير منها لزعماء أقوى. بعد 20 إلى 45 عامًا، أطاحت بهم سلالة جديدة من الفراعنة مقرها إهناسيا. بعد مرور بعض الوقت على هذه الأحداث، ثار خط منافس مقره طيبة ضد أسيادهم الشماليين ووضد توحيد صعيد مصر. حوالي عام 2055 قبل الميلاد، انتصر منتوحتب الثاني ابن وخليفة الفرعون إنتف الثالث على الفراعنة في إهناسيا وأعاد توحيد المملكتين وبذلك بدأ عهد المملكة الوسطى.

### الأسرة السابعة والثامنة
حكمت الأسرتان السابعة والثامنة لحوالي 20-45 سنة (ربما من 2181 إلى 2160 قبل الميلاد). تتألف الأسرتان من العديد من الملوك الذين حكموا من منف على مصر، وعلى أي حال، كانوا يمتلكون سلطة محدودة فقط بسبب النظام الإقطاعي الفعال الذي تطورت إليه الإدارة. تستند القائمة أدناه إلى قائمة ملوك أبيدوس التي يعود تاريخها إلى عهد سيتي الأول والمأخوذة من كتاب عالم المصريات الألماني يورغن فون بيكيراث  وكذلك من إعادة بناء كيم ريهولت لبردية تورينو، وهي قائمة ملوك أخرى تعود إلى عهد الأسرة المصرية التاسعة عشر.
| الرقم | الاسم                | تعليق                                                  | مدة الحكم                                          |
| ----- | -------------------- | ------------------------------------------------------ | -------------------------------------------------- |
| 1     | من كا رع             | يشهد على وجوده العثور على قطعة أثرية من قبر الملكة نيت | من المحتمل أنها فترة قصيرة. حوالي 2181 قبل الميلاد |
| 2     | نفر كا رع الثاني     |                                                        | غير معروف                                          |
| 3     | نفر كا رع الثالث     |                                                        | غير معروف                                          |
| 4     | دجد كا رع شيماي      |                                                        | غير معروف                                          |
| 5     | نفر كا رع خن دو      |                                                        | غير معروف                                          |
| 6     | مرن حور              |                                                        | غير معروف                                          |
| 7     | نفركامين             |                                                        | غير معروف                                          |
| 8     | ني كا رع             |                                                        | غير معروف                                          |
| 9     | نفر كا رع تي رع رو   |                                                        | غير معروف                                          |
| 10    | نفر كا حور           |                                                        | غير معروف                                          |
| 11    | نفر كا رع بيبي سن إب |                                                        | غير معروف حتى عام 2171 قبل الميلاد                 |
| 12    | نفر كا من أنو        |                                                        | حوالي 2170 قبل الميلاد                             |
| 13    | قا كا رع ايبي        |                                                        | 2169–2167 قبل الميلاد                              |
| 14    | نفر كاو رع الثاني    |                                                        | 2167–2163 قبل الميلاد                              |
| 15    | نفر كاو حور          |                                                        | 2163–2161 قبل الميلاد                              |
| 16    | نفر إر كا رع         |                                                        | 2161–2160 قبل الميلاد                              |

### الأسرة التاسعة
حكمت الأسرة التاسعة من عام 2160 إلى 2130 قبل الميلاد. تضم بردية تورينو اسم 18 ملكًا في الأسرة التاسعة والعاشرة. من بين هؤلاء، هناك 12 اسمًا مفقودًا وأربعةُ أسماءٍ غيرِ مٌكتملة.
| الرقم | الاسم          | تعليق      | مدة الحكم                    |
| ----- | -------------- | ---------- | ---------------------------- |
| 1     | خيتي الأول     | مري إيب رع | 2160 قبل الميلاد - غير معروف |
| 2     | —              | —          | غير معروف                    |
| 3     | نفر كير السابع | —          | غير معروف                    |
| 4     | خيتي السادس    | —          | غير معروف                    |
| 5     | سيتوت          | —          | غير معروف                    |
| 6     | —              | —          | غير معروف                    |
| 7     | Mery—          | —          | غير معروف                    |
| 8     | Shed—          | —          | غير معروف                    |
| 9     | H—             | —          | غير معروف                    |

### الأسرة العاشرة
كانت الأُسرة العاشرة مجموعة محلية سيطرت على مصر السفلى وحكمت من 2130 إلى 2040 قبل الميلاد.
| الرقم | الاسم              | تعليق | مدة الحكم                    |
| ----- | ------------------ | ----- | ---------------------------- |
| 1     | مريهاتور           | —     | 2130 قبل الميلاد - غير معروف |
| 2     | ني فر كا رع الثامن | —     | بين 2130 - 2040 قبل الميلاد  |
| 3     | وا خا رع خيتي      | —     | غير معروف                    |
| 4     | مري كا رع          | —     | غير معروف - 2040 قبل الميلاد |

### الأسرة الحادية عشرة
كانت الأسرة الحادية عشرة جماعة محلية تعود أصولها إلى صعيد مصر وحكمت من 2134 إلى 1991 قبل الميلاد.
| الرقم | الاسم       | تعليق                                   | مدة الحكم |
| ----- | ----------- | --------------------------------------- | --------- |
| 1     | إنتف الأكبر | أطلق على هذا الملك لقب (الأمير الوراثي) | غير معروف |

أصبح خلفاء إنتف الأكبر (بدءًا من منتوحتب الأول) مستقلين عن أسيادهم الشماليين، وفي النهاية غزا مصر تحت حكم منتوحوتب الثاني.
| الرقم | الاسم          | اسم التتويج                      | تعليق | مدة الحكم                    |
| ----- | -------------- | -------------------------------- | --- | ---------------------------- |
| 1     | منتوحوتب الأول | (سعنخ أيب تاوي)                  | جادل العديد من علماء المصريات بأن منتوحوتب الأول كان على الأرجح والد إنتف الأول والثاني وأيضًا أنه لم يكن أبدًا فرعونًا، حيث كان هذا اللقب عادةً مخصصًا للأسلاف غير الملكيين من الفراعنة. | غير معروف – 2133 قبل الميلاد |
| 2     | إنتف الأول     | Sehertawy (سهر تاوي)             | اسم التتويج: حورس سحرتاوي. يعتبر أول فرعون من الأسرة الحادية عشر يستخدم اسم حورس في القابه وأختامه.                                                                                  | 2133–2117 قبل الميلاد        |
| 3     | إنتف الثاني    | Wahanakh (واح عنخ)               | استطاع أن يوحد كل القبائل الجنوبية وصولاً إلى شلالات النيل. بعد ذلك اشتبك مع خصومه الرئيسيين للاستيلاء على أبيدوس. تغيرت موازين القوى عدة مرات لكنه انتصر عليهم في النهاية.           | 2117–2068 قبل الميلاد        |
| 4     | إنتف الثالث    | Nakhtnebtepnefer (تخت نب تب نفر) | نجح في الدفاع عن الأراضي التي كسبها والده إنتف الثاني. غزا الأراضي الواقعة شمال أبيدوس ولا سيما أسيوط ووسًَع نطاقه ربما حتى صعيد مصر وبالتالي فرض سيطرته على معظم صعيد مصر.            | 2068–2060 قبل الميلاد        |

## المملكة الوسطى
المملكة الوسطى (2060-1802 قبل الميلاد) هي الفترة من نهاية عصر الاضمحلال الأول إلى بداية الفترة الانتقالية الثانية. بالإضافة إلى الأسرة الثانية عشرة، يضم بعض العلماء الأسرة الحادية عشرة والثالثة عشرة والرابعة عشرة في المملكة الوسطى. يمكن ملاحظة أن النشاط التجاري في المملكة الوسطى قد توسع خارج المملكة في ذلك الوقت.

### الأسرة الحادية عشرة (تكملة)
يعتبر الجزء الثاني من الأسرة الحادية عشرة جزءًا من المملكة الوسطى في مصر.
| الرقم | الاسم           | اسم التتويج            | تعليق | مدة الحكم                                                                                             |
| ----- | --------------- | ---------------------- | --- | --- |
| 1     | منتوحوتب الثاني | Nebhepetre (نب حبت رع) | ابن إنتف الثالث. يرجع إليه الفضل في إعادة توحيد البلاد بعد نهاية فترة إضطرابات عصر الاضمحلال الأول وأصبح أول ملك مصري في الدولة الوسطى. واستمرت ولايته 51 عاماً وفقا لقائمة ملوك تورين | - 2060–2040 قبل الميلاد (ملك على مصر العليا فقط) - 2060–2009 قبل الميلاد (ملك على مصر العليا والسفلى) |
| 2     | منتوحتب الثالث  | Sankhkare (سان خكا رع) | قاد أول رحلة استكشافية إلى بنط في المملكة الوسطى | 2009–1997 قبل الميلاد                                                                                 |
| 3     | منتوحتب الرابع  | Nebtawyre (نب تاوي رع) | فرعون غامض غائب عن قوائم الملوك اللاحقة؛ قبره غير معروف. ربما أطاح به وزيره وخليفته أمنمحات الأول مؤسس الأسرة الثانية عشرة.                                                           | 1997–1991 قبل الميلاد                                                                                 |

تضم القائمة التالية ملوك غامضون، لهم شواهد فقط في النوبة السفلى:
| الرقم | الاسم       | تعليق | مدة الحكم                       |
| ----- | ----------- | --- | ------------------------------- |
| 1     | سيجيرسيني   | فرعون غامض غائب عن قوائم الملوك اللاحقة؛ قبره غير معروف. له شواهد في النوبة السفلى. على الأرجح أنه اغتصب السلطة في نهاية الأسرة الحادية عشرة أو أوائل الأسرة الثانية عشرة. | أوائل القرن العشرين قبل الميلاد |
| 2     | قاكاري إيني | فرعون غامض غائب عن قوائم الملوك اللاحقة؛ قبره غير معروف. له شواهد في النوبة السفلى. على الأرجح أنه اغتصب السلطة في نهاية الأسرة الحادية عشرة أو أوائل الأسرة الثانية عشرة. | أوائل القرن العشرين قبل الميلاد |
| 3     | آيب خنت رع  | فرعون غامض غائب عن قوائم الملوك اللاحقة؛ قبره غير معروف. له شواهد في النوبة السفلى. على الأرجح أنه اغتصب السلطة في نهاية الأسرة الحادية عشرة أو أوائل الأسرة الثانية عشرة. | أوائل القرن العشرين قبل الميلاد |

### الأسرة الثانية عشر
حكمت الأسرة الثانية عشرة من 1991 إلى 1802 قبل الميلاد.
| الرقم | الاسم          | اسم التتويج               | تعليق | مدة الحكم             |
| ----- | -------------- | ------------------------- | --- | --------------------- |
| 1     | أمنمحات الأول  | Sehetepibre (سحتب ايب رع) | مؤسس الأسرة الثانية عشر. ربما أطاح بمنتوحتب الرابع. اغتيل من قبل حراسه. | 1991–1962 قبل الميلاد |
| 2     | سنوسرت الأول   | Kheperkare (خبر كا رع)    | ابن الملك أمنمحات الأول. قام ببناء المعبد الأبيض | 1971–1926 قبل الميلاد |
| 3     | أمنمحات الثاني | Nubkaure (نوب كاو رع)     | حكم لمدة 35 سنة على الأقل. | 1929–1895 قبل الميلاد |
| 4     | سنوسرت الثاني  | Khakheperre (خع خبر رع)   | اهتم بمنطقة واحة الفيوم، شرع في بناء منظومة ري ضخمة ذلك عن طريق تشييد قناطر في منطقة اللاهون وإضافة شبكة من القنوات لتصريف مياه الري                                                                                           | 1897–1878 قبل الميلاد |
| 5     | سنوسرت الثالث  | Khakaure (خع كاو رع)      | يعتبر أقوى فراعنة المملكة الوسطى. | 1878–1860 قبل الميلاد |
| 6     | أمنمحات الثالث | Nimaatre (ني ماعت رع)     | بنى أول هرم في دهشور(و يُسمى الهرم الأسود) الذي صاحب إنشاءه مشاكل انشائية تسببت في ترك المشروع قبل اكتماله. وقرر بناء هرم جديد في حوالي السنة الخامسة عشر من حكمه كملك. استخدم هرم دهشور في دفن العديد من سيدات العائلة الملكية | 1860–1815 قبل الميلاد |
| 7     | أمنمحات الرابع | Maakherure (ماع خرو رع)   | يُحتمل أنه الابن أو الحفيد لأمنمحات الثالث. قام برحلات استكشافية في سيناء لاستكشاف الفيروز. بنى بعض أجزاء من معبد حتحور وشيد معبد رننوتت في مدينة ماضي.                                                                         | 1815–1807 قبل الميلاد |
| 8     | سبك نفرو رع    | Sobekkare (سبك كا رع)     | أول فرعون أنثى معروفة من النقوش الأثرية. وفقاً لـ"بردية تورينو" فقد حكمت لثلاثة أعوام و10 أشهر و24 يومًا. توفيت دون وريث وبنهاية حكمها انتهت الأسرة الثانية عشر والعصر الذهبي للمملكة الوسطى.                                    | 1807–1802 قبل الميلاد |

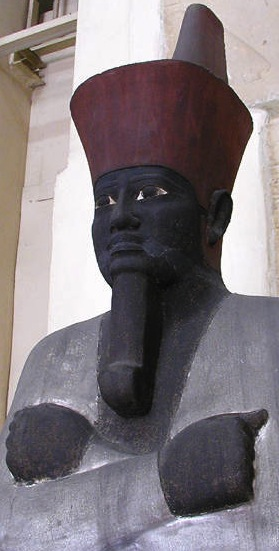
تمثال جالس لمنتوحتب الثاني صُنع من الحجر الرملي ، المتحف المصري ، القاهرة.
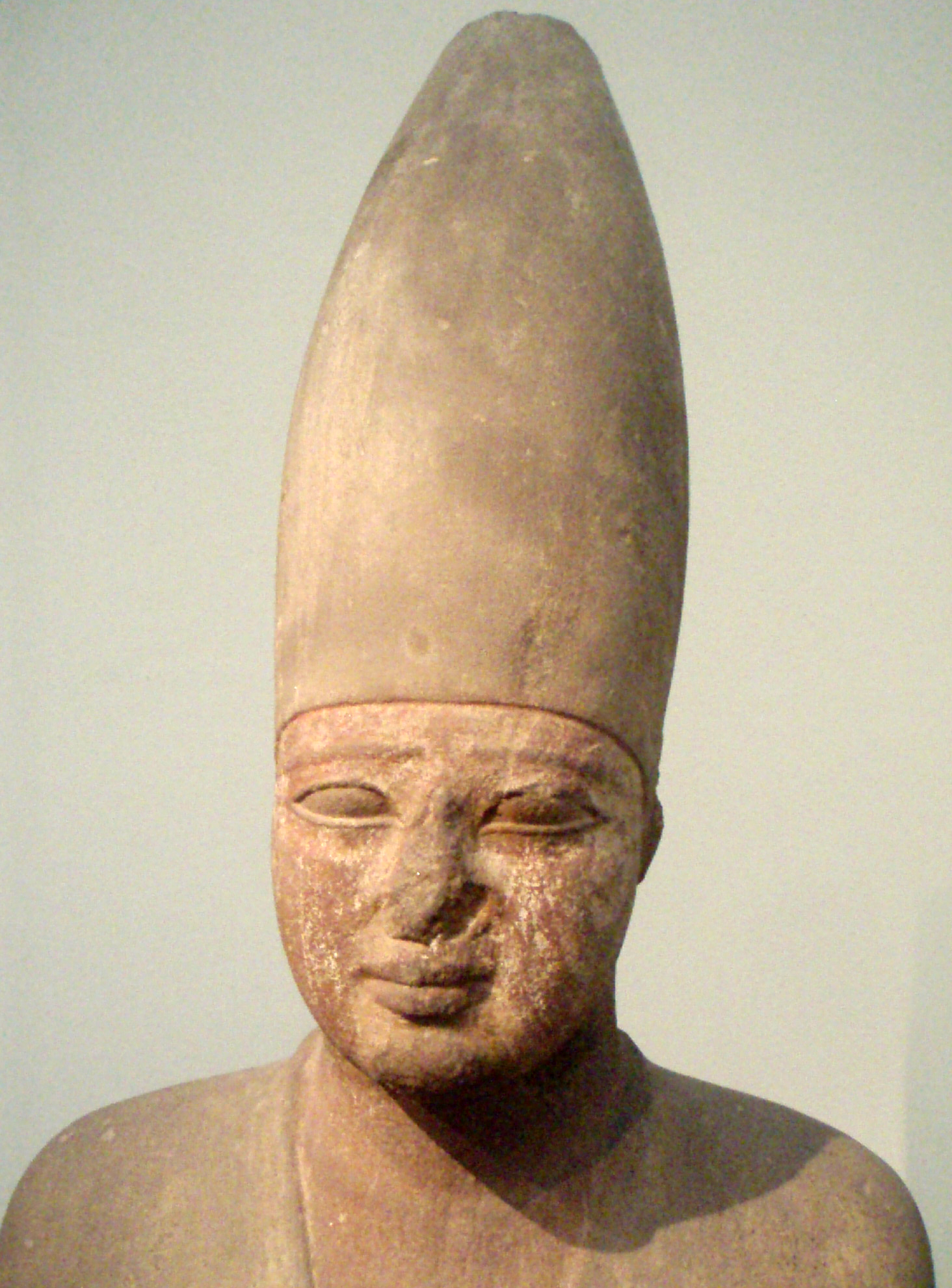
تمثال أوزيريس لفرعون الأسرة الحادية عشرة منتوحتب الثالث معروض في متحف الفنون الجميلة في بوسطن.
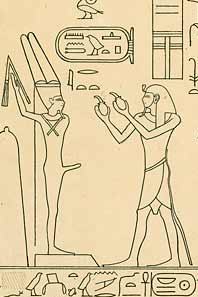
رسم نقش صخري من وادي الحمامات: يظهر فيه الفرعون منتوحتب الرابع (يمين) يقدم قرابين للإله مين (على اليسار).
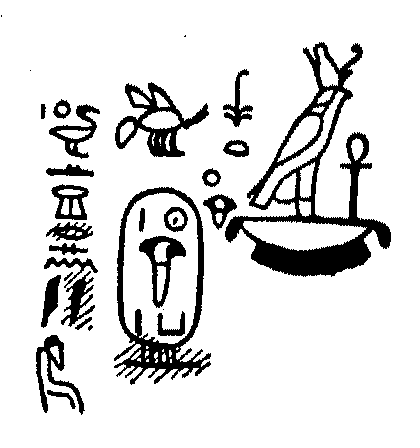
رسم نقش يصور الملك سيجيرسيني.
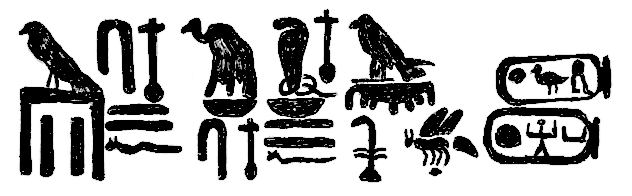
نقوش صخرية باللغة الهيرغليفية مع جزء من اللقب الملكي للحاكم قاكاري إيني
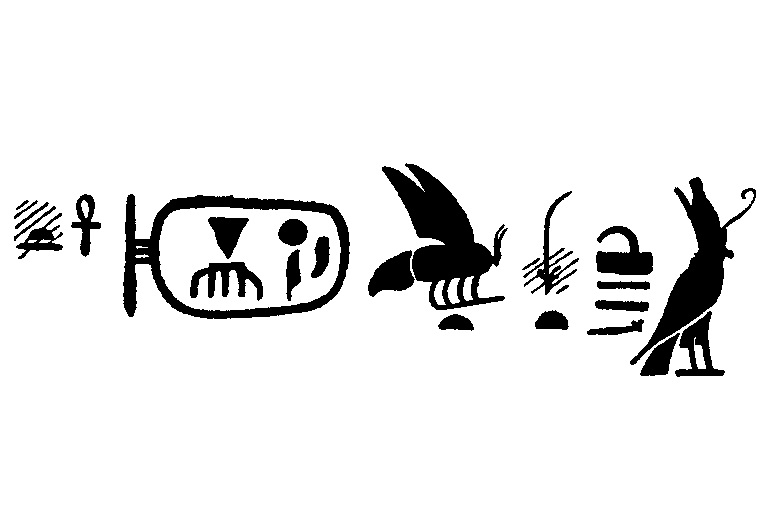
نقوش صخرية باللغة الهيرغليفية مع جزء من اللقب الملكي للحاكم آيب خنت رع.

## عصر الاضمحلال الثاني
الفَتْرةُ الانْتِقالِيةُ الثانِيةُ (1802-1550 قبل الميلاد) هِيَ فَتْرةٌ مِنَ الفوْضَى بَيْنَ نِهايةِ المَملكةِ الوسْطى وَبِدايةِ المملكةِ الحديثةِ. اشتُهِرتْ هَذهِ الفَتْرةِ بِظُهورِ الهِكْسوسِ الَّذينِ حِكِموا مِصْرَ مِنْ خِلالِ الأُسْرةِ الخامِسَةَ عشْرَة.
كانَتْ الأسْرةُ الثالِثَةَ عشْرَةَ أَضْعَفُ بِكَثيرٍ مِنَ الأسْرَةِ الثانِيةِ عَشرِة، وَلَمْ تَكُنْ قادِرَةً على الاحْتِفاظِ بِأرْضَي مِصْرَ (العُليا والسُفْلى). انْفَصَلتِ الأُسْرِةُ الحاكِمَةُ الإقْليمِيةُ (إِما فِي بِدايةِ السُلالَةِ سَنَةِ 1805 قَبْلَ المِيلادِ أَوْ نَحْوَ مُنْتَصَفِهِ في عامِ 1710 قَبْلَ الميلادِ) في سَخا الواقِعَةِ في مُسْتِنْقَعاتِ شَرْقِ الدَّلْتا، عَنِ السُلْطَةِ المَرْكَزيةِ لِتَشْكيلِ الأُسْرَةِ الرابِعَةَ عَشْرةَ الكَنْعانِيةِ.
ظَهَرَ الهِكْسوس لَِأولِ مَرَّةٍ في عَهْدِ سوبَك حُتْب الرابع، وَحوالي عامِ 1720 قَبْلَ المِيلادِ سَيْطَروا على أَفاريس (تُسَمى اليومَ تَلُّ الضَبْعة)، وَقاموا بِاحتِلالِ ممْلَكةِ الأُسْرَةِ الرابِعَةَ عَشْرَة. في وَقْتٍ ما حَوالي عامِ 1650 قَبْلَ الميلادِ، احتلَّ الهِكْسوسُ بِقِيادَةِ ساليتِيسَ (مُؤَسِّس الأُسْرَةِ الخامِسَةَ عَشْرَةَ) مَدينةَ مَمْفيس (منف)، وَأَنْهوا بِذلكَ حُكْمَ الأُسْرَةِ الثالِثَةَ عَشْرَة. سَمَحَ فَراغُ السُلْطَةِ في صَعيدِ مِصْرَ الناتِجِ عَنْ انهِيارِ الأُسْرَةِ الثالِثَةَ عَشْر للأُسْرَة السادِسَةَ عَشْرَةَ بإعْلانِ اسْتِقْلالِها في طيْبَة، إِلا أَنَّ مُلوكَ الهِكْسوسِ اجْتاحُوها بَعْدَ ذَلكَ بِوَقْتٍ قَصيرٍ.
بَعْدَ ذلكَ، وَمَعِ انسِحابِ الهِكْسوسِ مِنْ صعيدِ مِصْر، نَصَّب البيْتُ الحاكِمُ المِصْرِي الأَصْلِي فِي طَيْبَة نَفْسَهَ عَلى أَنَّه الأُسْرَةُ السابِعَةَ عَشْرةَ. طَرَدَتْ هَذِهِ السُلالَةُ فِي النِهايةِ الهِكْسوس إلى آسيا بِقِيادةِ سقنن رع وكامس وَأَخيراً سقنن رع تاعا الأول (أَوَّلُ فِرعون للمَمْلَكَةِ الحَديثَةِ).

### الأسرة الثالثة عشر
حكمت الأسرة الثالثة عشرة من عام 1802 إلى حوالي 1649 قبل الميلاد واستمرت 153 أو 154 عامًا وفقًا للمؤرخ مانيتون.
| الرقم | الاسم                         | تعليق                                                 | مدة الحكم                                         |
| ----- | ----------------------------- | ----------------------------------------------------- | ------------------------------------------------- |
| 1     | سوبك حتب الأول                | مؤسس الأسرة الثالثة عشر. يشار إليه باسم سخم رع خوتاوي | 1802–1800 قبل الميلاد                             |
| 2     | أمنمحات سنبف                  | من المرجح أنه ابن الملك أمنمحات الرابع                | 1800–1796 قبل الميلاد                             |
| 3     | نيري كا رع                    | [ 77 ]                                                | 1796 قبل الميلاد                                  |
| 4     | أمنمحات الخامس (سي خيم كا رع) | [ 76 ]                                                | 1796–1793 قبل الميلاد                             |
| 5     | أمني كيماو                    |                                                       | 1795–1792 قبل الميلاد                             |
| 6     | هوتب إب رع                    |                                                       | 1792–1790 قبل الميلاد                             |
| 7     | أيفني                         |                                                       | فترة قصيرة جدا من عام 1790–1788 قبل الميلاد       |
| 8     | أمنمحات السادس (سين خيب رع)   | [ 78 ]                                                | 1788–1785 قبل الميلاد                             |
| 9     | سي مين كا رع                  | [ 79 ]                                                | 1785–1783 قبل الميلاد أو 1739 قبل الميلاد         |
| 10    | سع حتب رع                     | [ 81 ]                                                | 1783–1781 قبل الميلاد                             |
| 11    | سوا دج كا رع                  |                                                       | 1781 قبل الميلاد                                  |
| 12    | نديجيميبر                     |                                                       | 1780 قبل الميلاد أو 1736 قبل الميلاد              |
| 13    | سوبك حتب الثاني               |                                                       | 1780–1777 قبل الميلاد                             |
| 14    | رين سين إب                    |                                                       | 1777 قبل الميلاد                                  |
| 15    | حور أويبري                    |                                                       | 1777–1775 قبل الميلاد                             |
| 16    | سخم رخوتاوي خباو              |                                                       | 1775–1772 قبل الميلاد                             |
| 17    | دجيدخيبيريو                   |                                                       | 1772–1770 قبل الميلاد                             |
| 18    | سبكاي                         | [ 76 ]                                                | غير معروف                                         |
| 19    | أمنمحات السابع                |                                                       | 1769–1766 قبل الميلاد                             |
| 20    | وجاف                          |                                                       | حوالي 1767 قبل الميلاد                            |
| 21    | خنجر اوسركاف                  |                                                       | حكم على الأقل لثلاث سنوات . عام 1765 قبل الميلاد  |
| 22    | سمنخكير إميريميشو             |                                                       | 1759 قبل الميلاد أو 1711 قبل الميلاد .            |
| 23    | انتف الخامس                   |                                                       | أقل من عشر سنوات                                  |
| 24    | سيث ميريبر                    |                                                       | حكم حتى عام 1749 قبل الميلاد                      |
| 25    | سوبك حتب الثالث               |                                                       | 1755–1751 قبل الميلاد                             |
| 26    | نفر حتب الأول                 |                                                       | 1751–1740 قبل الميلاد                             |
| 27    | مين ودج رع                    |                                                       | 1739 قبل الميلاد                                  |
| 28    | سوبك حتب الرابع               | شقيق الملك نفر حتب الأول. حكم لمدة 10 أو 11 سنة       | 1740–1730 قبل الميلاد                             |
| 29    | سوبك حتب الخامس (مر حوتب رع)  | —                                                     | 1730 قبل الميلاد                                  |
| 30    | سوبك حتب السادس (خا حوتب رع)  | حكم لـ 4 سنوات و8 أشهر و 29 يوم                       | حوالي 1725 قبل الميلاد                            |
| 31    | وا هيب رع                     |                                                       | 1725–1714 قبل الميلاد أو 1712–1701 قبل الميلاد    |
| 32    | مر نفر رع اى                  | أطول الملوك حكماً في هذه الأسرة. حكم لمدة 23 عاما      | 1701–1677 قبل الميلاد أو 1714–1691 قبل الميلاد    |
| 33    | مر حتب رع إني                 | من المحتمل أنه ابن الفرعون مر نفر رع اى               | 1677–1675 قبل الميلاد أو 1691–1689 قبل الميلاد    |
| 34    | سان خين رع                    |                                                       | 1675–1672 قبل الميلاد                             |
| 35    | مير سيك ام رع                 |                                                       | 1672–1669 قبل الميلاد                             |
| 36    | سيواكاري حور                  |                                                       | 5 سنوات                                           |
| 37    | سوبك حتب السابع (مير كاو رع)  | [ 76 ]                                                | 1664–1663 قبل الميلاد                             |
| 38    | سبعة ملوك أسمائهم مفقودة      |                                                       | 1663 قبل الميلاد –?                               |
| 39    | سبعة ملوك أسمائهم مفقودة      |                                                       | 1663 قبل الميلاد –?                               |
| 40    | سبعة ملوك أسمائهم مفقودة      |                                                       | 1663 قبل الميلاد –?                               |
| 41    | سبعة ملوك أسمائهم مفقودة      |                                                       | 1663 قبل الميلاد –?                               |
| 42    | سبعة ملوك أسمائهم مفقودة      |                                                       | 1663 قبل الميلاد –?                               |
| 43    | سبعة ملوك أسمائهم مفقودة      |                                                       | 1663 قبل الميلاد –?                               |
| 44    | سبعة ملوك أسمائهم مفقودة      |                                                       | 1663 قبل الميلاد –?                               |
| 45    | Mer[...]re                    | —                                                     | غير معروف                                         |
| 46    | مير خيب رع                    | —                                                     | في وقت ما بين 1663 قبل الميلاد و 1649 قبل الميلاد |
| 47    | مير كا رع                     |                                                       | في وقت ما بين 1663 قبل الميلاد و 1649 قبل الميلاد |
| 48    | الاسم مفقود                   | —                                                     | غير معروف                                         |
| 49    | منتوحتب الخامس (سي واد جا رع) | —                                                     | حوالي 1655 قبل الميلاد                            |
| 50    | [...]mosre                    | —                                                     | غير معروف                                         |
| 51    | Ibi [...]maatre               | —                                                     | غير معروف                                         |
| 52    | Hor[...] [...]webenre         | —                                                     | غير معروف                                         |
| 53    | Se...kare                     | غير معروف                                             | غير معروف                                         |
| 54    | سيهي قن رع                    |                                                       | بين عامي 1663 و 1649 قبل الميلاد                  |
| 55    | ...re                         | غير معروف                                             | غير معروف                                         |
| 56    | Se...enre                     | غير معروف                                             | غير معروف – 1649 قبل الميلاد                      |

الموقع الزمني للملوك التاليين غير مؤكد:
| الرقم | الاسم           | تعليق | مدة الحكم                 |
| ----- | --------------- | --- | ------------------------- |
| 1     | ديدوموس الأول   | يعتقد المؤرخون أنه واجهه غزو الهكسوس لأراضيه، وحاول مفاوضتهم من أجل السلام، كما يتضح من ألقابه "سلام رع مستقر؛ من يجلب السلام؛ منقذ الأرضين". | حوالي 1654 قبل الميلاد    |
| 2     | ديدوموس الثاني  | | غير معروف                 |
| 3     | سي وا هن رع     | | بعد عام 1660 قبل الميلاد. |
| 4     | مين خو رع سنايب | من المحتمل أنه ملك من أسرة أبيدوس | غير معروف                 |
| 5     | مير شيب سيس رع  | | غير معروف                 |

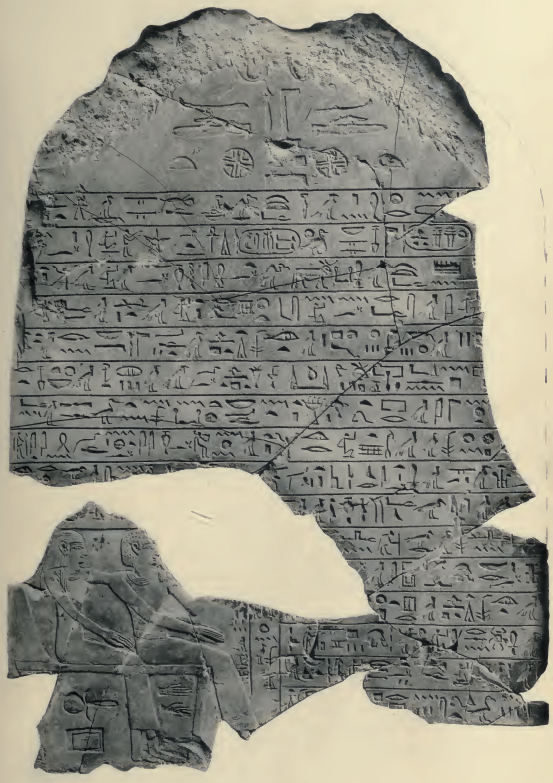
قطعة أثرية من الحجر يظهر فيها اسم الملك ديدوموس الأول
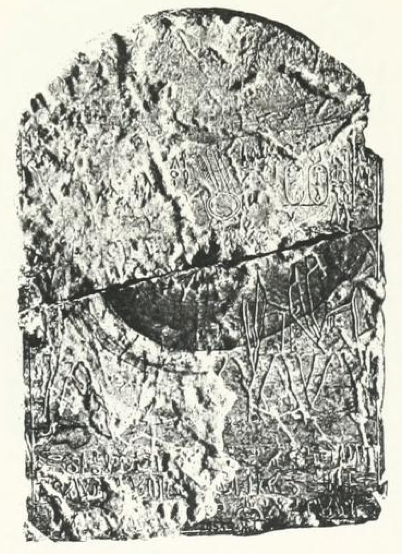
قطعة أثرية عُثر عليها في الغريرة يظهر فيها نقش للملك ديدوموس الثاني. المتحف المصري (CG 20533)
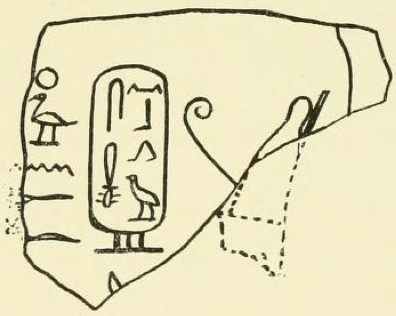
رسم بواسطة واليس بدج لجزء من قطعة من الحجر الجيري للملك سواهنري سينيبميو
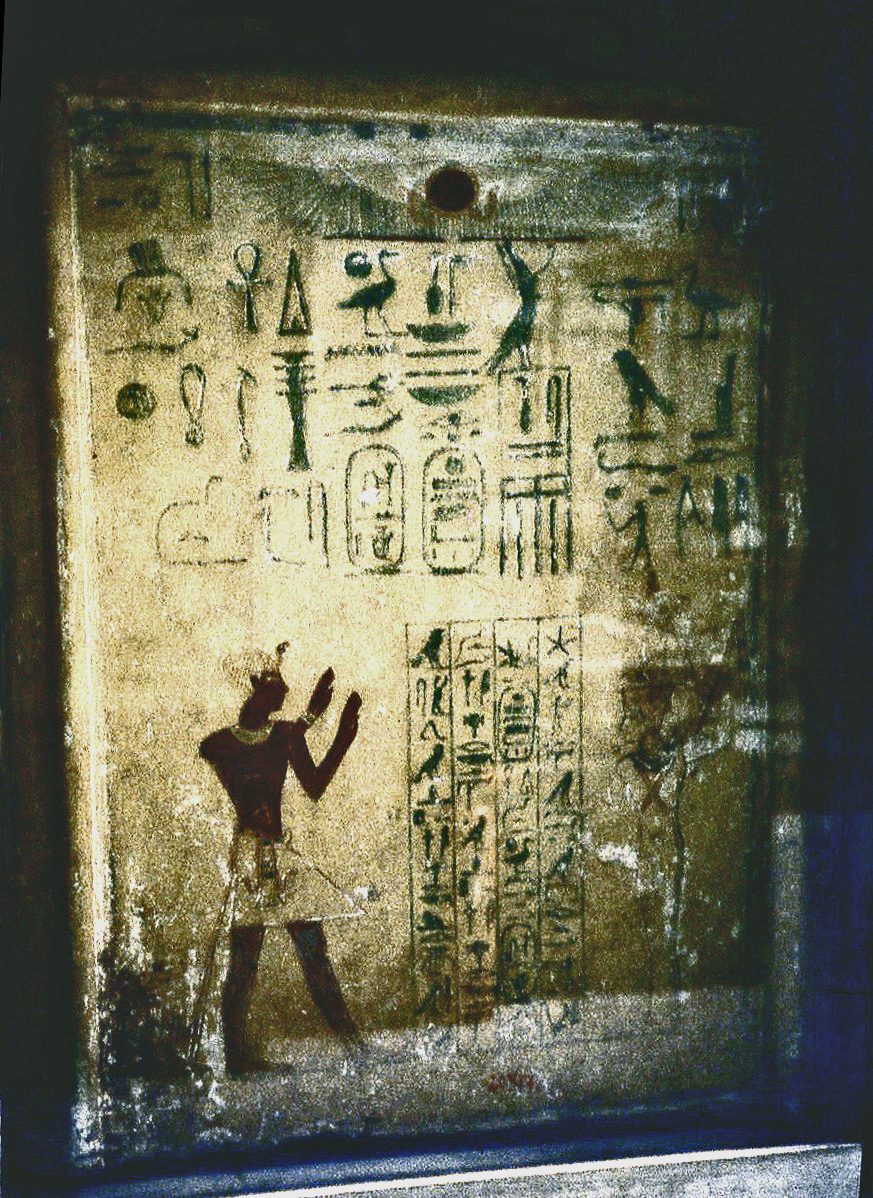
قطعة أثرية من الحجر للملك سنايب معروضة بالمتحف المصري بالقاهرة
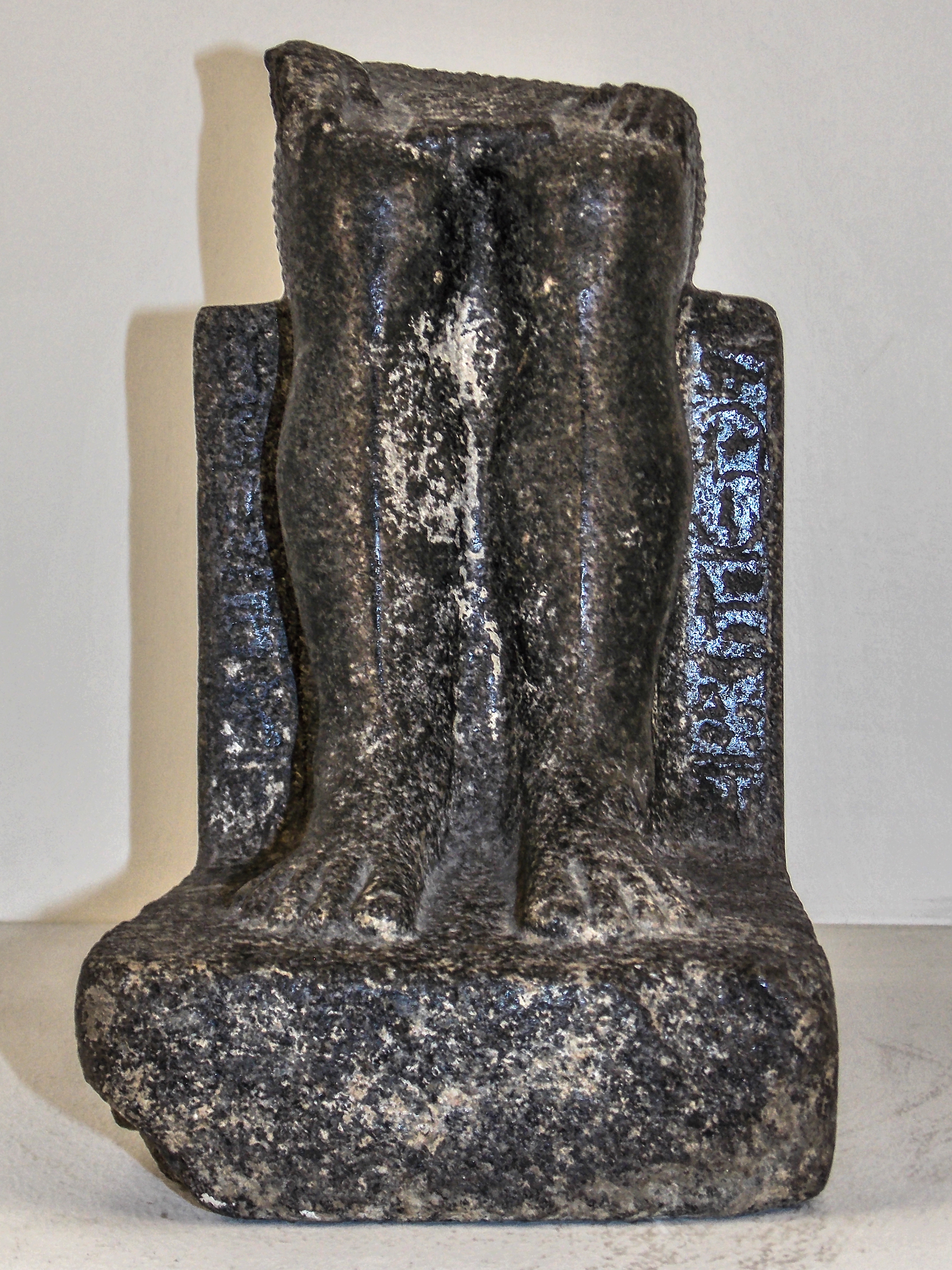
نصف تمثال يظهر فيه القدمين فقط يُعتقد أنه للملك ميرشابسيرس إيني

### الأسرة الرابعة عشر
كانتِ الأسرة الرابعة عشرة مجموعة محلية من شرق الدلتا، ومقرها في أفاريس، والتي حكمت إما من عام 1805 قبل الميلاد أو عام 1710 قبل الميلاد حتى حوالي 1650 قبل الميلاد. تألفت السلالة الحاكمة من العديد من الحكام بأسماءٍ ساميةٍ غربيةٍ، وبالتالي يُعتقد أنهم كانوا من أصلٍ كنعاني.
| الرقم | الاسم                | تعليق                                          | مدة الحكم                                                                       |
| ----- | -------------------- | ---------------------------------------------- | ------------------------------------------------------------------------------- |
| 1     | ياكبيم سخين رع       |                                                | 1805–1780 قبل الميلاد                                                           |
| 2     | نوبوسير              |                                                | 1780–1770 قبل الميلاد                                                           |
| 3     | قاره خوسر رع         |                                                | 1770–1760 قبل الميلاد                                                           |
| 4     | أحوتب رع             |                                                | 1760–1745 قبل الميلاد                                                           |
| 5     | شيشي (ما إب رع)      | [ 84 ]                                         | 1745–1705 قبل الميلاد                                                           |
| 6     | نحيسي                | حكم لفترة قصيرة، من المحتمل أنه ابن الملك شيشي | حوالي 1705 قبل الميلاد                                                          |
| 7     | كا كير إي رع         | —                                              | غير معروف                                                                       |
| 8     | ني بفاو رع           | —                                              | حوالي 1704 قبل الميلاد                                                          |
| 9     | سي هيب رع            | [ 76 ]                                         | حوالي 1704 إلى 1699 قبل الميلاد                                                 |
| 10    | ميرد جيف رع          | [ 76 ]                                         | حوالي 1699 قبل الميلاد                                                          |
| 11    | سي وادج كا رع الثالث | —                                              | غير معروف                                                                       |
| 12    | نبد جي فا رع         | —                                              | 1694 قبل الميلاد                                                                |
| 16    | وي بن رع             | —                                              | حوالي 1690 قبل الميلاد                                                          |
| 17    | نب سين رع            |                                                | ما لا يقل عن 5 أشهر من الحكم، في وقت ما بين 1690 قبل الميلاد و 1649 قبل الميلاد |
| 18    | سي خيب رين رع        |                                                | شهرين، في وقت ما بين 1690 قبل الميلاد و 1649 قبل الميلاد                        |
| 19    | دجيد كا رع           | يعرف فقط من بردية تورين                        | غير معروف                                                                       |
| 20    | بيبنوم               | يعرف فقط من بردية تورين                        | في وقت ما بين 1690 قبل الميلاد و 1649 قبل الميلاد                               |
| 21    | أبيبي                |                                                | حوالي 1650 قبل الميلاد                                                          |

الموقع الزمني وهوية الفراعنة التاليين غير مؤكد:
| الرقم | الاسم     | تعليق | مدة الحكم               |
| ----- | --------- | --- | ----------------------- |
| 1     | نويا      | كان حاكما لجزء من مصر السفلى خلال عصر الإضمحلال الثاني ربما خلال القرن السابع عشر قبل الميلاد. يستدل على وجوده بختم واحد مجهول المصدر. | غير معروف               |
| 2     | وازاد     | | حوالي 1700 قبل الميلاد  |
| 3     | شنه       | | غير معروف               |
| 4     | شينشك     | | غير معروف               |
| 5     | خا مو رع  | | غير معروف               |
| 6     | يكارب     | | غير معروف               |
| 7     | يعقوب حار | قد ينتمي إلى الأسرة الرابعة عشرة أو الأسرة الخامسة عشرة أو للهكسوس. من المرجح أنه هو الفرعون المذكور في سفر التكوين إصحاح 41.          | القرن 16-17 قبل الميلاد |

توفر بردية تورين للملوك أسماء إضافية، لم يتم توثيق أي منها خارج القائمة.

### الأسرة الخامسة عشر
تكونت الأسرة الخامسة عشرة من الهكسوس الذين خرجوا من الهلال الخصيب لتأسيس حكم قصير الأجل على جزء كبير من منطقة النيل، وحكموا من 1674 إلى 1535 قبل الميلاد.
| الرقم | الاسم         | تعليق | مدة الحكم                    |
| ----- | ------------- | ----- | ---------------------------- |
| 1     | ساليتيس       |       | حوالي 1650 قبل الميلاد       |
| 2     | سمقن          |       | 1649 قبل الميلاد – غير معروف |
| 3     | ابيرانات      |       | غير معروف                    |
| 4     | صكير حار      |       | غير معروف                    |
| 5     | خيان          |       | 30–40 سنة                    |
| 6     | ياناسي        |       |                              |
| 7     | أبوفيس الأول  |       | أكثر عن 40 عام               |
| 8     | أبوفيس الثاني |       |                              |
| 9     | خامودي        |       | 1555–1544 قبل الميلاد        |

### أسرة أبيدوس
قد تشمل الفترة الانتقالية الثانية سلالة حاكمة مستقلة حكمت أبيدوس من ج. 1650 ق.م حتى 1600 ق. يمكن أن يُنسب أربعة ملوك مشهود لهم مبدئيًا إلى أسرة أبيدوس، وقد ذُكروا هنا دون اعتبار لترتيبهم الزمني:
| الرقم | الاسم       | اسم التتويج             | تعليق | مدة الحكم              |
| ----- | ----------- | ----------------------- | --- | ---------------------- |
| 1     | سنب كاي     | Woseribre (أو سر إب رع) | اكتشف قبره في سنة 2014. كان طول الملك حوالي 5 أقدام و 10 بوصات (1.78 مترًا) وتوفي بين سن 35 و 40 عامًا. تكشف الدراسات التي أُجريت على هيكله العظمي أنه قُتل على الأرجح في معركة. | حوالي 1650 قبل الميلاد |
| 2     | سنايب       | Menkhaure (مين خور رع)  | ربما يكون أحد فراعنة الأسرة الثالثة عشر | غير معروف              |
| 3     | بانتجيني    | Sekhemrekhutawy         | ربما يكون أحد فراعنة الأسرة السادسة عشر | غير معروف              |
| 4     | وبواوة مساف | Sekhemraneferkhau       | ربما يكون أحد فراعنة الأسرة السادسة عشر | غير معروف              |

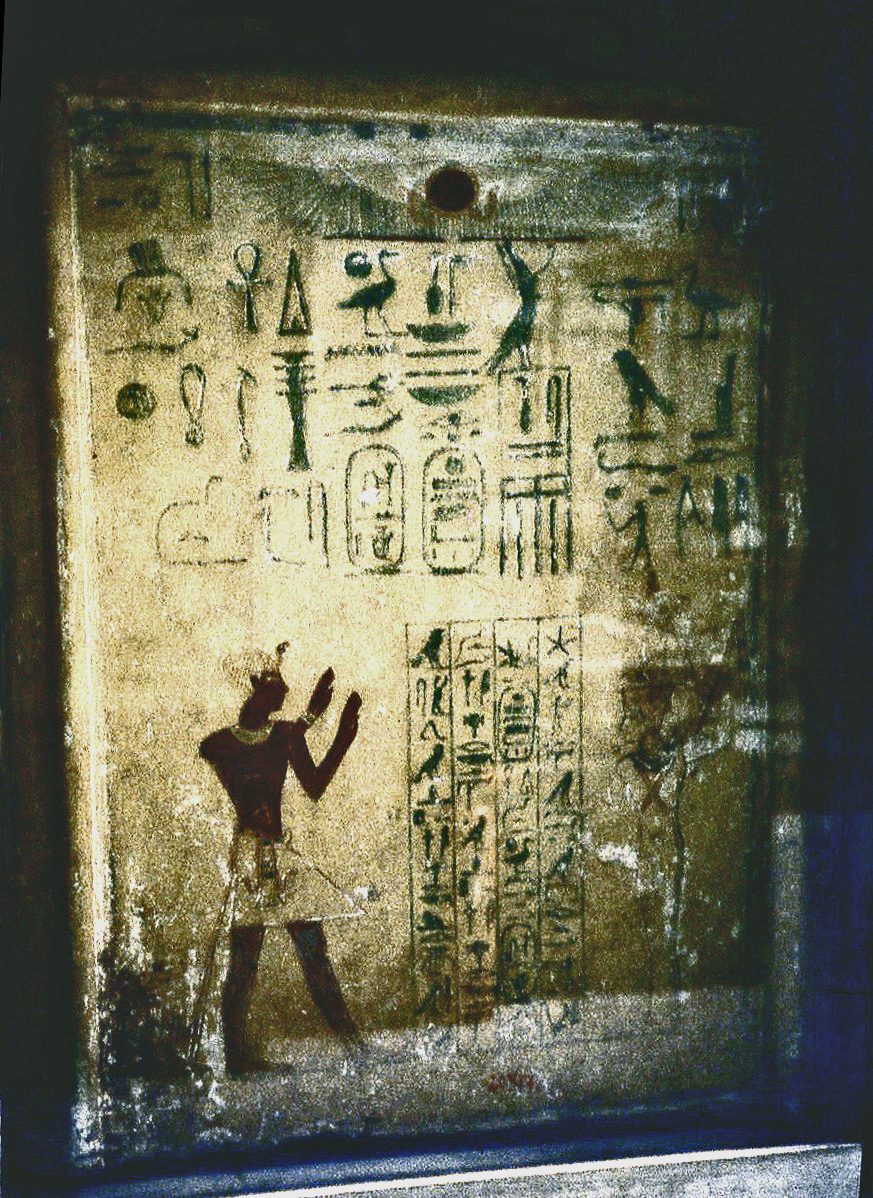
مسلة حجرية للملك سنايب .المتحف المصري بالقاهرة
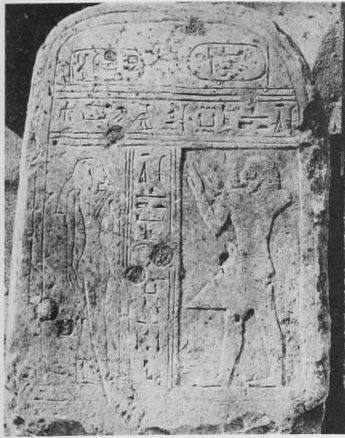
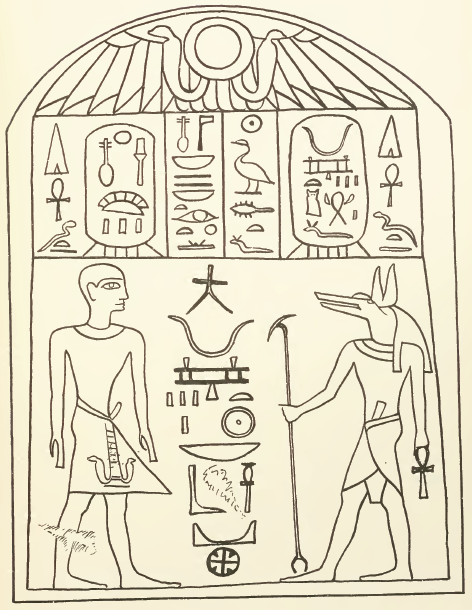
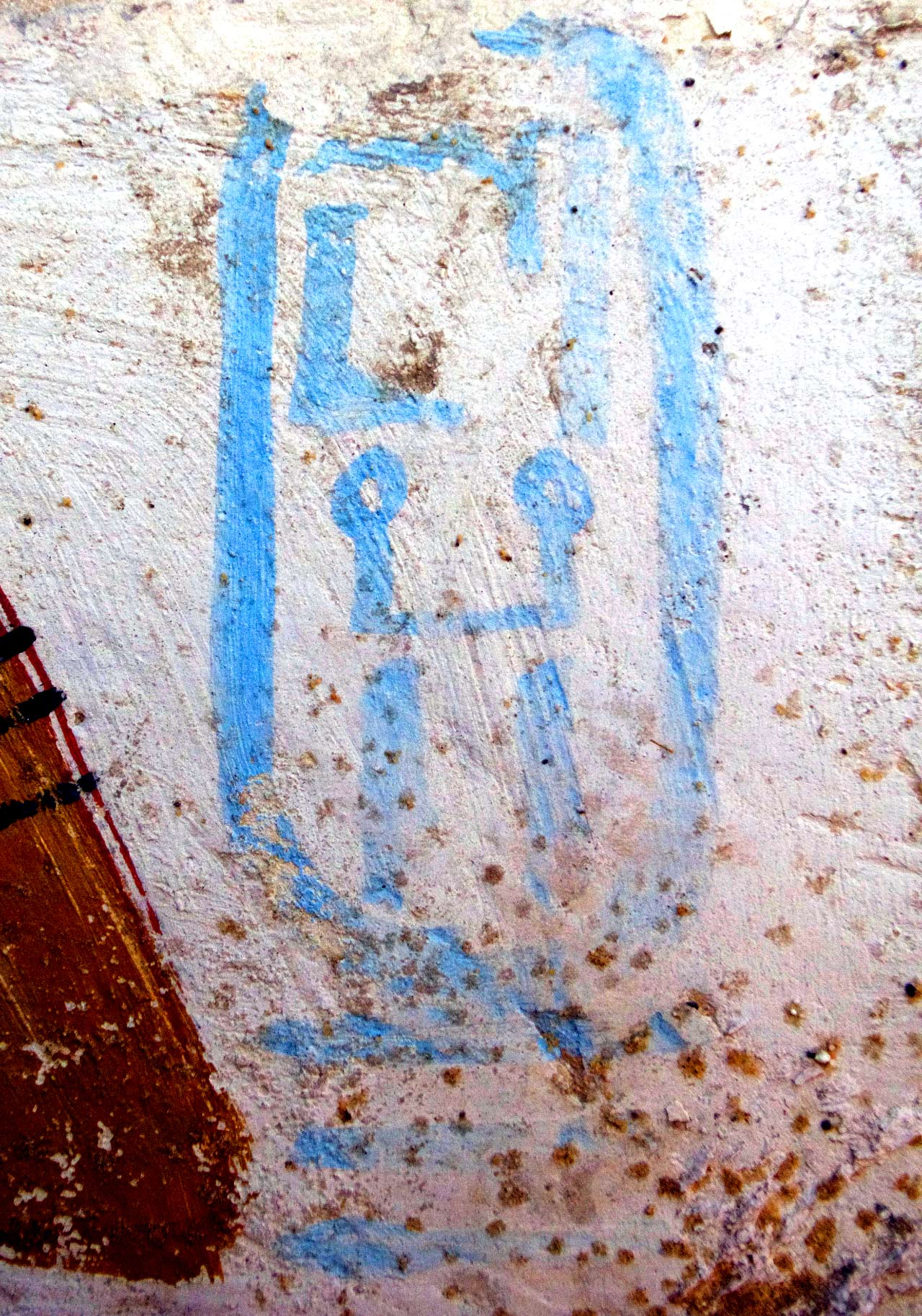
لوحة صخرية (خرطوش) رُسِم عليها بالحبر الأزرق تمثل الملك سنب كاي عُثر عليها في قبره

### الأسرة السادسة عشر
كانت الأسرة السادسة عشرة أصولها من طيبة. نشأت من انهيار الأسرة الثالثة عشرة في ممفيس عام 1650 قبل الميلاد وغزاها الهكسوس (الأسرة الخامسة عشر) سنة 1580 قبل الميلاد. سيطرت الأسرة السادسة عشر على صعيد مصر فقط.
| الرقم | الاسم             | اسم التتويج        | تعليق                                                         | مدة الحكم                                      |
| ----- | ----------------- | ------------------ | ------------------------------------------------------------- | ---------------------------------------------- |
| 1     | —                 |                    | اسم الملك الأول في بردية تورين للملوك مفقود ولا يمكن استعادته | غير معروف                                      |
| 2     | دجييوتي           | Sekhemresementawy  | –                                                             | 3 سنوات                                        |
| 3     | سوبك حتب الثامن   | Sekhemreseusertawy | –                                                             | 16 سنة                                         |
| 4     | نيفير هوتب الثالث | Sekhemresankhtawy  | –                                                             | سنة                                            |
| 5     | مونتومحات         | Seankhenre         | قد يكون أحد ملوك الأسرة السابعة عشر                           | 1628-1627 قبل الميلاد                          |
| 6     | نيبيراو الأول     | Sewadjenre         | –                                                             | 1627–1601 قبل الميلاد                          |
| 7     | نيبيراو الثاني    | Neferkare(?)       | –                                                             | حوالي 1600 قبل الميلاد                         |
| 8     | –                 | Semenre            | –                                                             | حوالي 1600 قبل الميلاد                         |
| 9     | بيبيانخ           | Seuserenre         | –                                                             | 1603–1591 قبل الميلاد أو 1600–1588 قبل الميلاد |
| 10    | ديدوموس الأول     | Djedhotepre        | قد يكون أحد ملوك الأسرة الثالثة عشر                           | حوالي 1588–1582 قبل الميلاد                    |
| 11    | ديدوموس الثاني    | Djedneferre        | –                                                             | حوالي 1588–1582 قبل الميلاد                    |
| 12    | دجي دان خ رع      | Djedankhre         | –                                                             | حوالي 1590 قبل الميلاد                         |
| 13    | منتوحتب السادس    | Merankhre          | –                                                             | حكم لفترة قصيرة، حوالي سنة 1585 قبل الميلاد    |
| 14    | سنوسرت الرابع     | Seneferibre        | –                                                             | غير معروف                                      |
| 15    | سيكهمر شيدواست    | Sekhemre           |                                                               | غير معروف                                      |

### الأسرة السابعة عشر
كان ملوك الأسرة السابعة عشرة أثرياء وذوي الخبرة والقوة الكافية لشن حرب ضد الهكسوس. حقق الملكان سقنن رع تاعا الثاني وابنه كامُس تقدما عسكرياً كبيرا. ويبدو أن الأول قد قٌتل خلال إحدى المعارك ضد الهكسوس.
كانت الأسرة السابعة عشرة مقرها صعيد مصر وحكمت من عام 1650 إلى 1550 قبل الميلاد:
| الرقم | الاسم               | اسم التتويج               | تعليق | مدة الحكم                                      |
| ----- | ------------------- | ------------------------- | --- | ---------------------------------------------- |
| 1     | راحوتب              | Sekhemrewahkhaw           | | حوالي 1620 قبل الميلاد                         |
| 2     | سوبك ام ساف الأول   | Sekhemre Wadjkhaw         | | 7 سنوات على الأقل                              |
| 3     | سوبك ام ساف الثاني  | Sekhemre Shedtawy         | تعرض قبره للسرقة والحرق في عهد رمسيس التاسع. | غير معروف - إلى حوالي 1573 قبل الميلاد         |
| 4     | انتف السادس         | Sekhemre-Wepmaat          | حكم من طيبة . اكتشف تابوته في القرن التاسع عشر ووجد عليه نقش يكشف أن شقيقه الملك انتف السابع هو من قام دفنه وبالتالي خلفه.                                          | ربما حوالي 1573-1571 قبل الميلاد               |
| 5     | انتف السابع         | Nubkheperre (نب خبر رع)   | | حوالي عام 1571 حتى منتصف الستينيات قبل الميلاد |
| 6     | انتف الثامن         | Sekhemre-Heruhirmaat      | كان يحكم من طيبة في الوقت الذي كان الهكسوس يحتلون أجزء كثيرة من مصر، لم يعثر له على آثار غير مقبرته مما يدل على انه حكم لفترة قصيرة جدا وربما توفي بعد توليه العرش. | أواخر سنة 1650 قبل الميلاد                     |
| 7     | سقنن رع تاعا الأول  | Senakhtenre (سن أختن رع)  | | حوالي 1558 قبل الميلاد                         |
| 8     | سقنن رع تاعا الثاني | Seqenenre (سي قنن رع)     | قُتل في معركة ضد الهكسوس. | 1558–1554 قبل الميلاد                          |
| 9     | كامس                | Wadjkheperre (ودج خبر رع) | ابن الملك سقنن رع تاعا الثاني. قُتل أثناء حربه مع الهكسوس عام 1540 ق.م. عثر في عام 1954م على لوحتبن أقيمتا في الكرنك لتمجيد انتصاراته على أبوفيس ملك الهكسوس         | 1554–1549 قبل الميلاد                          |

## المملكة الحديثة
المملكة الحديثة (1550-1077 قبل الميلاد) هي الفترة التي تشمل الأسرة الثامنة عشرة والتاسعة عشرة والعشرون في مصر ، من القرن السادس عشر إلى القرن الحادي عشر قبل الميلاد ، بين الفترة الانتقالية الثانية، والفترة الانتقالية الثالثة.
من خلال الهيمنة العسكرية في الخارج ، شهدت المملكة الجديدة أقصى امتداد إقليمي لمصر حيث امتدت إلى النوبة في الجنوب ، واستولت على مناطق واسعة في الشرق الأدنى. قاتلت الجيوش المصرية مع جيوش الحيثيون للسيطرة على الأراضي التي تتبع اليوم لسوريا الحديثة.
من أشهر ثلاثة فراعنة في المملكة الحديثة أخناتون المعروف أيضًا باسم أمنحتب الرابع، الذي غالبًا ما يتم تفسير عبادته الحصرية لآتون على أنها أول حالة للتوحيد ، وتوت عنخ آمون حيث أكتشف قبره وكان شبه سليم تقريبًا ورمسيس الثاني الذي حاول استعادة الأراضي الواقعة اليوم في فلسطين ولبنان وسوريا التي كانت تستولي عليها الأسرة الثامنة عشرة مما أدى إلى وقوع معركة قادش، حيث قاد الجيوش المصرية ضد جيش الملك الحثي مواتالي الثاني.

### الأسرة الثامنة عشر
حكمت الأسرة الثامنة عشرة من 1550 حتى 1292 قبل الميلاد
| الرقم | الاسم                        | اسم التتويج                                                | تعليق | مدة الحكم                          |
| ----- | ---------------------------- | ---------------------------------------------------------- | --- | ---------------------------------- |
| 1     | أحمس الأول                   | Nebpehtire (نب بحتي رع)                                    | لم يكن يبلغ إلا عشر أعوام عندما تولى الحكم وقامت والدته "الملكة إياح حتب" بحثه على التدرب على القتال مع المحاربيين القدامى، وعندما بلغ عامه التاسع عشر قام بإعادة الهجوم على الهكسوس وهزمهم في عدة معارك واقتحم عاصمتهم وطردهم من مصر.                     | 1575 وحتَّى 1550 قبل الميلاد         |
| 2     | أمنحتب الأول                 | Djeserkare (ز سر كا رع)                                    | ابن الملك أحمس الأول والملكة أحمس نفرتاري. قام بثلاثة حملات إلى النوبة وتوغل في الجنوب حتى وصل إلى الشلال الثالث للنيل لتوسيع حدود مصر إلى هناك وإلى الشمال قام بحملات إلى سوريا وفلسطين وفي الغرب قام بحملة ضد الليبيين                                   | 1550 وحتَّى 1528 قبل الميلاد         |
| 3     | تحتمس الأول                  | Aakheperkare (عا خبر كا رع)                                | اعتلى العرش وقد جاوز الأربعين من عمره بعد وفاة الفرعون أمنحتب الأول. خلال فترة حكمه، كان يقوم بحملات في عمق بلاد الشام والنوبة، ودفع حدود مصر إلى أبعد من أي وقت مضى. بنى أيضًا العديد من المعابد في مصر وبنى لنفسه مقبرة في وادي الملوك.                   | 1528 وحتَّى 1510 قبل الميلاد         |
| 4     | تحتمس الثاني                 | Aakheperenre (عا خبر ان رع)                                | ابن الملك تحتمس الأول . نجح في إخماد التمردات في النوبة والشام وهزم مجموعة من البدو الرحل ، نفذت هذه الحملات من قبل جنرالات الملك ، وليس من قبل تحتمس الثاني نفسه. غالبًا ما يُفسَّر هذا على أنه دليل على أن تحتمس الثاني كان لا يزال قاصرًا عند توليه الرئاسة. | 1510 وحتَّى 1490 قبل الميلاد         |
| 5     | حتشبسوت                      | Maatkare (ما عت كا رع)                                     | زوجة الملك تحتمس الثاني. اتسمت فترة حكمها بالسلام والرفاهية، وتميز عهدها بقوة الجيش ونشاط البناء والرحلات البحرية العظيمة التي أرسلتها للتجارة مع بلاد الجوار. أعادت فتح المحاجر والمناجم التي أهملت لفترة طويلة، وخاصةً مناجم النحاس في شبه جزيرة سيناء    | 1490 وحتَّى 1486 قبل الميلاد         |
| 6     | تحتمس الثالث                 | Menkheperre (من خبر رع)                                    | كان يصارع الملكة حتشبسوت على الحكم والتي كانت تعتبر وصية عليه برأي بعض الباحثين، وحكم معها وبعدها | 1486منفرداً حتَّى 1436 قبل الميلاد    |
| 7     | أمنحتب الثاني                | Aakheperrure (عا خبرو رع)                                  | | 1436 وحتَّى 1413قبل الميلاد          |
| 8     | تحتمس الرابع                 | Menkheperure (خغ خعو) (من خبرو رع)                         | | من 1413 وحتَّى 1405 قبل الميلاد      |
| 9     | أمنحتب الثالث (الملك العظيم) | Nebmaatre (نيموريا) (نب ماعت رع)                           | | 1405 حتَّى 1367 قبل الميلاد          |
| 10    | أمنحتب الرابع                | Neferkheperure-Waenre (نفر خبرو - رع رع - ان رع) (اخناتون) | | 1367 وحتَّى 1350 قبل الميلاد         |
| 11    | سمنخ كا رع                   | Ankhkheperure (سعا كا رع ز سر خبرو) (سا كا رع)             | ابن الملك أمنحتب الرابع وشقيق الملك توت عنخ آمون | 1350 وحتَّى 1347 قبل الميلاد         |
| 12    | نفر نيفرو آتون               | Ankhkheperure-mery-Neferkheperure                          | فرعون أنثى ، من المحتمل أن تكون نفس الحاكم مثل سمنخ كا رع. الأدلة الأثرية أظهرت أنها امرأة حكمت كفرعون في نهاية عصر العمارنة. من المحتمل أنها كانت نفرتيتي.                                                                                                | 1334-1332 قبل الميلاد              |
| 13    | توت عنخ آمون                 | Nebkheperure (نب خبرو رع)                                  | ابن الملك أمنحتب الرابع وشقيق الملك سمنخ كا رع. توفي في ظروف غامضة عن عمر لم يتجاوز 19 عاماً. وتم في عهده العودة إلى عبادة آلهة مصر القديمة المتعددة. | 1347 وحتَّى 1339 قبل الميلاد         |
| 14    | آي                           | Kheperkheperure (خبر خبرو رع) (اير ماعت)                   | ملك من خارج الأسرة كان وزيراً للفرعون توت عنخ آمون وتزوج من أرملته عنخ إسن آمون بعد وفاته. | 1339 وحتَّى 1335 قبل الميلاد         |
| 15    | حور أم حب (حور محب)          | Djeserkheperure-Setpenre (ز سر خبرو رع)                    | ملك من خارج الأسرة ولد كشخص من عامة الشعب. كان جنرالاً في عهد العمارنة. طمس صور فراعنة العمارنة ودمر وخرب المباني والآثار المرتبطة بهم. | 1332 وحتَّى 1320 أو 1308 قبل الميلاد |

### الأسرة التاسعة عشر
حكمت الأسرة التاسعة عشرة من عام 1292 إلى 1186 قبل الميلاد وتضم أحد أعظم الفراعنة وهو رمسيس الثاني.
| رقم | الاسم        | اسم التتويج                                              | تعليق                | مدة الحكم             |
| --- | ------------ | -------------------------------------------------------- | -------------------- | --------------------- |
| 1   | رمسيس الأول  | Menpehtire (من بحتي رع)                                  |                      | 1292–1290 قبل الميلاد |
| 2   | سيتي الأول   | Menmaatre (ستي مرن بتاح) (من ماعت رع)                    |                      | 1290–1279 قبل الميلاد |
| 3   | رمسيس الثاني | Usermaatre-Setepenre (مري آمن) (وسر ماعت رع) (ستب ان رع) | ابن الملك سيتي الأول | 1279–1213 قبل الميلاد |
| 4   | مرنبتاح      | Banenre (با ان رع) (مري آمون). (حتسب حر ماعت)            |                      | 1213–1203 قبل الميلاد |
| 5   | آمون مسس     | Menmire-Setepenre (من ماعت رع) (ستب ان رع)               |                      | 1203–1200 قبل الميلاد |
| 6   | سيتي الثاني  | Userkheperure (ستي مرن بتاح) (وسر خبرو رع)               |                      | 1203–1197 قبل الميلاد |
| 7   | رمسيس سبتاح  | Sekhaenre/Akhenre سي خن رع / آ خن رع                     |                      | 1197–1191 قبل الميلاد |
| 8   | تاوسرت       | Satre-Merenamun سـِت رع مري آمون                          |                      | 1191–1190 قبل الميلاد |

### الأسرة العشرون
حكمت الأسرة العشرون من 1190 إلى 1077 قبل الميلاد:
| رقم | الاسم            | اسم التتويج                                                            | تعليق | مدة الحكم             |
| --- | ---------------- | ---------------------------------------------------------------------- | ----- | --------------------- |
| 1   | ست ناخت          | Userkhaure                                                             |       | 1190–1186 قبل الميلاد |
| 2   | رمسيس الثالث     | Usermaatre-Meryamun (وسر ماعت رع) (مر آمون)                            |       | 1186–1155 قبل الميلاد |
| 3   | رمسيس الرابع     | Usermaatre/Heqamaatre-Setpenamun (ستب ان آمن) (وسر ماعت رع) (مري آمون) |       | 1155–1149 قبل الميلاد |
| 4   | رمسيس الخامس     | Usermaatre-Sekheperenre (أوسر ماعت رع) (سخر ان رع)                     |       | 1149–1145 قبل الميلاد |
| 5   | رمسيس السادس     | Nebmaatre-Meryamun (نب ماعت رع) (مري آمن)                              |       | 1145–1137 قبل الميلاد |
| 6   | رمسيس السابع     | Usermaatre-Setpenre-Meryamun (أوسر معات رع) (مري آمن)                  |       | 1137–1130 قبل الميلاد |
| 7   | رمسيس الثامن     | Usermaatre-Akhenamun (أوسر ماعت رع) (أخ ان آمن)                        |       | 1130–1129 قبل الميلاد |
| 8   | رمسيس التاسع     | Neferkare-Setpenre (نفر كا رع) (ستب ان رع)                             |       | 1129–1111 قبل الميلاد |
| 9   | رمسيس العاشر     | Khepermaatre-Setpenptah (خبر ماعت رع) (ستب ان رع)                      |       | 1111–1107 قبل الميلاد |
| 10  | رمسيس الحادي عشر | Menmaatre-Setpenptah (من ماعت رع) (ستب ان بتاح)                        |       | 1107–1077 قبل الميلاد |

## عصر الاضمحلال الثالث
شهدت الفترة الانتقالية الثالثة (1077 - 664 قبل الميلاد) نهاية الدولة الحديثة بعد انهيار الإمبراطورية المصرية. حكمت هذه المرحلة عدد من السلالات من أصل ليبي ، مما أعطى هذه الفترة اسمها البديل (المرحلة الليبية).

### الأسرة الحادية والعشرون
كانت الأسرة الحادية والعشرون متمركزة في تانيس وكانت مجموعة ضعيفة نسبيًا. من الناحية النظرية ، كانوا حكامًا لمصر بأكملها ، لكن تأثيرهم في الممارسة كان مقصورًا على مصر السفلى. حكموا من 1069 إلى 943 قبل الميلاد.
| رقم | الاسم                            | اسم التتويج                | تعليق | مدة الحكم             |
| --- | -------------------------------- | -------------------------- | ----- | --------------------- |
| 1   | سمندس                            | Hedjkheperre-Setpenre      |       | 1077–1051 قبل الميلاد |
| 2   | أمون أم نسو                      | Neferkare                  |       | 1051–1047 قبل الميلاد |
| 3   | بسوسنس الأول                     | Aakheperre                 |       | 1047–1001 قبل الميلاد |
| 4   | أمون إم اوبت                     | Usermaatre                 |       | 1001–992 قبل الميلاد  |
| 5   | أوسركون الأكبر                   | Aakheperre Setepenre       |       | 992–986 قبل الميلاد   |
| 6   | سي أمون                          | Netjerikheperre-Setpenamun |       | 986–967 قبل الميلاد   |
| 7   | بسوسنس الثاني ( بسيب خنو الثاني) | Titkheperure               |       | 967–943 قبل الميلاد   |

### رؤساء كهنة آمون في طيبة
على الرغم من أنهم ليسوا فراعنة بشكل رسمي ، إلا أن كبار كهنة آمون في طيبة كانوا الحكام الفعليين لصعيد مصر خلال الأسرة الحادية والعشرين ، وكتبوا أسماءهم في خراطيش ودفنوا في المقابر الملكية.
| رقم | الاسم          | تعليق | مدة الحكم             |
| --- | -------------- | --- | --------------------- |
| 1   | حريحور         | أول رئيس كهنة لآمون يدعي أنه فرعون. حكم في الجنوب في طيبة، تشير بعض المصادر إلى أنه ربما يكون قد حكم بعد بيانك. | 1080–1074 قبل الميلاد |
| 2   | بيانك          | | 1074–1070 قبل الميلاد |
| 3   | بينوزم الأول   | | 1070–1032 قبل الميلاد |
| 4   | ماساهرتا       | ابن بينوزم الأول                                                                                                | 1054–1045 قبل الميلاد |
| 5   | جد خنسو اف عنخ | ابن بينوزم الأول                                                                                                | 1046–1045 قبل الميلاد |
| 6   | منخي بير رع    | ابن بينوزم الأول                                                                                                | 1045–992 قبل الميلاد  |
| 7   | سمندس الثاني   | | 992–990 قبل الميلاد   |
| 8   | بينوزم الثاني  | | 990–976 قبل الميلاد   |
| 9   | بينوزم الثالث  | | 976–943 قبل الميلاد   |

### الأسرة الثانية والعشرون
كان الفراعنة في الأسرة الثانية والعشرين من أصول ليبية، حكموا من حوالي 943 إلى 728 قبل الميلاد:
| رقم | الاسم          | اسم التتويج            | تعليق | مدة الحكم           |
| --- | -------------- | ---------------------- | ----- | ------------------- |
| 1   | شيشنق الأول    | Hedjkheperre-Setepenre |       | 943–922 قبل الميلاد |
| 2   | اوسركون الأول  | Sekhemkheperre         |       | 922–887 قبل الميلاد |
| 3   | شيشنق الثاني   | Heqakheperre           |       | 887–885 قبل الميلاد |
| 4   | توتخبير شيشنق  | Tutkheperre            |       | 880s قبل الميلاد    |
| 5   | هارسيزي أيه    | Hedjkheperre           |       | 880–860 قبل الميلاد |
| 6   | تاكيلوت الأول  | —                      |       | 885–872 قبل الميلاد |
| 7   | اوسركون الثاني | Usermaatre-Setepenamun |       | 872–837 قبل الميلاد |
| 8   | شيشنق الثالث   | Usermaatre-Setepenre   | —     | 837–798 قبل الميلاد |
| 9   | شيشنق الرابع   | —                      | —     | 798–785 قبل الميلاد |
| 10  | بامي           | Usermaatre-Setepenre   | —     | 785–778 قبل الميلاد |
| 11  | شيشنق الخامس   | Aakheperre             | —     | 778–740 قبل الميلاد |
| 12  | اوسركون الرابع | Usermaatre             | —     | 740–720 قبل الميلاد |

### الأسرة الثالثة والعشرون
كانت الأسرة الثالثة والعشرون مجموعة محلية ، ومرة أخرى من أصول ليبية ، ومقرها إهناسيا وطيبة، وحكمت من 837 إلى 735 قبل الميلاد:
| رقم | الاسم          | اسم التتويج            | تعليق                                                                                           | مدة الحكم           |
| --- | -------------- | ---------------------- | ----------------------------------------------------------------------------------------------- | ------------------- |
| 1   | تاكيلوت الثاني | Hedjkheperre-Setpenre  | Previously thought to be a 22nd Dynasty pharaoh, he is now known to be the founder of the 23rd. | 837–813 قبل الميلاد |
| 2   | بيدوباست الأول | Usermaatre-Setepenamun | A rebel—seized Thebes from Takelot II.                                                          | 826–801 قبل الميلاد |
| 3   | أوبوت الأول    | Usermaatre-Setepenamun | Co-regent with Pedubast.                                                                        | 812–811 قبل الميلاد |
| 4   | شيشنق السادس   | Usermaatre             | Successor to Pedubast.                                                                          | 801–795 قبل الميلاد |
| 5   | اوسركون الثالث | Usermaatre-Setepenamun | Son of Takelot II; recovered Thebes, then proclaimed himself king.                              | 795–767 قبل الميلاد |
| 6   | تاكيلوت الثالث | Usermaatre-Setpenamun  | Co-reign with his father Osorkon III for the first five years of his reign.                     | 773–765 قبل الميلاد |
| 7   | رودامون        | Usermaatre-Setpenamun  | Younger son of Osorkon III and brother of Takelot III.                                          | 765–762 قبل الميلاد |
| 8   | ششنق السابع    | Hedjkheperre-Setepenre | الأدلة على وجود هذا الملك ضعيفة جدا                                                             | —                   |

خلف رودامون في طيبة حاكم محلي:
| رقم | اسم           | اسم التتويج | تعليق            | مدة الحكم                 |
| --- | ------------- | ----------- | ---------------- | ------------------------- |
| 1   | مينكيبيير إني | Menkheperre | حكم في طيبة فقط. | 762–غير معروف قبل الميلاد |

### الأسرة الرابعة والعشرون
كانت الأسرة الرابعة والعشرون سلالة حاكمة منافسة لم تدم طويلاً. كان مقر الحكم يقع في غرب الدلتا (صا الحجر)، فقط اثنين من الفراعنة حكموا من 732 إلى 720 قبل الميلاد.
| رقم | الاسم       | اسم التتويج          | تعليق | مدة الحكم           |
| --- | ----------- | -------------------- | ----- | ------------------- |
| 1   | تف ناخت     | Shepsesre (شبسيس رع) | —     | 732–725 قبل الميلاد |
| 2   | با كن رع نف | Wahkare              | —     | 725–720 قبل الميلاد |

### الأسرة الخامسة والعشرون
غزا النوبيون مصر السفلى واستولوا على عرش مصر تحت حكم بيا على الرغم من أنهم سيطروا بالفعل على طيبة وصعيد مصر في السنوات الأولى من حكم بيي. أدى غزو بيي لمصر السفلى إلى تأسيس الأسرة الخامسة والعشرين التي حكمت حتى عام 656 قبل الميلاد.
| رقم | الاسم      | اسم التتويج    | تعليق | مدة الحكم           |
| --- | ---------- | -------------- | ----- | ------------------- |
| 1   | بعنخي      | Usermaatre     |       | 744–714 قبل الميلاد |
| 2   | شبتكو      | Djedkaure      |       | 714–705 قبل الميلاد |
| 3   | شباكا      | Neferkare      |       | 705–690 قبل الميلاد |
| 4   | طهارقة     | Khuinefertemre |       | 690–664 قبل الميلاد |
| 5   | تنوت أماني | Bakare         |       | 664–653 قبل الميلاد |

طُردوا في النهاية إلى النوبة ، حيث أسسوا مملكة في نبتة (656-590)، ولاحقًا في مروي (590 قبل الميلاد - 500 بعد الميلاد).

## العصر المتأخر
يمتد العصر المتأخر من حوالي 664 إلى 332 قبل الميلاد ، ويشمل فترات حكم المصريين والفرس الأصليين.

### الأسرة السادسة والعشرون
حكمت الأسرة السادسة والعشرون من حوالي 664 إلى 525 قبل الميلاد.
| رقم | الاسم          | اسم التتويج | تعليق | مدة الحكم           |
| --- | -------------- | ----------- | ----- | ------------------- |
| 1   | تف ناخت الثاني | —           |       | 685–678 قبل الميلاد |
| 2   | نخاو با        | —           |       | 678–672 قبل الميلاد |
| 3   | نخاو الأول     | Menkheperre |       | 672–664 قبل الميلاد |

تمكن ابن وخليفة الفرعون نخاو الأول (واسمه إبسماتيك الأول) من إعادة توحيد مصر ويعتبر بشكل عام المؤسس الفعلي للأسرة السادسة والعشرين.
| رقم | الاسم          | اسم التتويج | تعليق                                                                              | مدة الحكم           |
| --- | -------------- | ----------- | ---------------------------------------------------------------------------------- | ------------------- |
| 1   | بسماتيك الأول  | Wahibre     |                                                                                    | 664–610 قبل الميلاد |
| 2   | نخاو الثاني    | Wehemibre   | قام باول رحلة حول افريقيا و سبق الرحالة الاوروبين في اكتشاف طريق راس الرجاء الصالح | 610–595 قبل الميلاد |
| 3   | بسماتيك الثاني | Neferibre   |                                                                                    | 595–589 قبل الميلاد |
| 4   | أبريس          | Haaibre     |                                                                                    | 589–570 قبل الميلاد |
| 5   | أحمس الثاني    | Khnemibre   |                                                                                    | 570–526 قبل الميلاد |
| 6   | بسماتيك الثالث | Ankhkaenre  |                                                                                    | 526–525 قبل الميلاد |

### الأسرة السابعة والعشرون
تم غزو مصر من قبل الإمبراطورية الفارسية في عام 525 قبل الميلاد وأصبحت جزءاً من هذه الإمبراطورية حتى عام 404 قبل الميلاد. اعترف بالفراعنة الأخمينيين كحكام في هذه الحقبة ، وشكلوا الأسرة السابعة والعشرين.
بعد أن سقطت مصر في يد الفرس وضاع استقلالها، أصبحت رسمياً ولاية فارسية خلال الأسرة السابعة والعشرين يحكمها حاكم فارسي يطلق عليه «ستراب» يتبع الإمبراطور الفارسي في سوسا، وقد كان الأباطرة الفرس يحملون ألقاب الملوك المصريين كنوع من إثبات شرعيتهم في حكم مصر. وكان الإمبراطور الفارسي قمبيز يكره المصريين بشدة ويعاملهم أسوأ معاملة حتى أنه اعتدى على مقدساتهم وذبح عجلهم المقدس «أبيس» مما جعل المصريون يكرهونه وينقمون عليه، لكن خليفته دارا كان أكثر حكمة منه، حيث اهتم بالشأن الداخلي المصري وقام بسن القوانين وإقرار النظام وبشق قناة تربط بين البحرين الاحمر والمتوسط، لكنه أمر بترحيل أغلب الصناع والعمال المصريين المهرة إلى عاصمة الفرس مما أدى إلى انحدار الفن في مصر وازدهاره في بلاد فارس.
| الرقم | الاسم           | تعليق   | مدة الحكم                      |
| ----- | --------------- | ------- | ------------------------------ |
| 1     | قمبيز الثاني    |         | 525–1 522 قبل الميلاد          |
| 2     | بارديا          |         | 522 قبل الميلاد                |
| 3     | بيتوباستيس      |         | 522/21–520 قبل الميلاد         |
| 4     | دارا الأول      | [ 104 ] | 522 - 486 قبل الميلاد          |
| 5     | بسماتيك الرابع  |         | من المحتمل سنة 480 قبل الميلاد |
| 6     | خشايارشا الأول  |         | 486 -465 قبل الميلاد           |
| 7     | ارتبانيس        |         | 465-464 قبل الميلاد            |
| 8     | أرتحششتا الأول  |         | 464–424 قبل الميلاد            |
| 9     | أحشويروش الثاني |         | 424–423 قبل الميلاد            |
| 10    | سجديانوس        |         | 423–July 423 قبل الميلاد       |
| 11    | دارا الثاني     |         | 423 -404 قبل الميلاد           |

### الأسرة الثامنة والعشرين
نجح الثائر أميرتايوس في السيطرة على منف وطرد الفرس منها بمساعدة المرتزقة الإغريق، ثم أعلن نفسه ملكاً على مصر كلها بعدما حدثت مشاكل على العرش في فارس مما أدى إلى تقوية موقف أميرتايوس واستقلاله وأسس خلالها الأسرة الثامنة والعشرين.
اسْتَمرَّت الأُسْرَةُ الثامِنَةُ والعِشْرونَ 6 سَنَواتٍ فَقَطْ ، مِنْ 404 إِلى 398 قَبْلَ المِيلادِ ، مَعْ فِرْعَونٍ واحِدٍ:
| الرقم | الاسم     | تعليق | مدة الحكم           |
| ----- | --------- | --- | ------------------- |
| 1     | أميرتايوس | هزمه خليفته نفريتس الأول في معركة مفتوحة وأُعدم في ممفيس وهو حدث تشير البردية الآرامية بروكلين 13 إلى وقوعه في أكتوبر سنة 399 قبل الميلاد. | 404–398 قبل الميلاد |

### الأسرة التاسعة والعشرين
أسسها خلفاء أميرتايوس بعد مقتله على يد نفرتيس الأول الذي جعل عاصمته في مدينة منديس (تل الربع بالدقهلية).وحكم مصر في تلك الأسرة مجموعة من الملوك الضعاف الذين دخلوا في صراعات عائلية على العرش مثل نفريتس الأول وهاكور ونفرتيس الثاني.
حكمت الأسرة التاسعة والعشرين من 398 إلى 380 قبل الميلاد:
| الرقم | الاسم         | اسم التتويج  | تعليق | مدة الحكم                       |
| ----- | ------------- | ------------ | ----- | ------------------------------- |
| 1     | نفريتس الأول  | Baenre       |       | 399–393 قبل الميلاد             |
| 2     | هاكور         | Khenemmaatre |       | حوالي 392–حوالي 391 قبل الميلاد |
| 3     | بساموثيس      | —            |       | حوالي 391 قبل الميلاد           |
| 4     | هاكور         | Khenemmaatre |       | حوالي 390–حوالي 379 قبل الميلاد |
| 5     | نفريتس الثاني | —            |       | حوالي 379 قبل الميلاد           |

### الأسرة الثلاثون
حكمت الأسرة الثلاثين من 380 حتى أصبحت مصر مرة أخرى تحت الحكم الفارسي عام 343 قبل الميلاد:
تعتبر الأسرة الثلاثون فعلياً آخر الأسرات المصرية، فمعها انتهى عهد الفراعنة المصريين إلى الأبد، وعلى الرغم أنَّ هذه الأسرة كانت نهاية الدولة المصرية العظيمة إلَّا أنَّها كانت على جانب من القوة، فحاولت جهدها لإصلاح الأمور الداخلية ومقاومة الأطماع الفارسية.
أسس نختنبو الأول هذه الأسرة، ثم تلاه الملك تيوس (تاخوس) الذي أعاد التحالف مع الإغريق وخاض معارك مع الفرس في بلاد الشام في محاولة لإعادة أمجاد مصر، لكن أخاه ونائبه الذي تولى إدارة البلاد في هذه الفترة قام بانقلاب عليه، واستدعى لهذا الهدف ابنه نختنبو الثاني الذي عاد إلى مصر ملكاً وكان آخر الملوك.
| الرقم | الاسم         | اسم التتويج  | تعليق | مدة الحكم           |
| ----- | ------------- | ------------ | ----- | ------------------- |
| 1     | نختنبو الأول  | Kheperkare   |       | 379–361 قبل الميلاد |
| 2     | تيوس (تاخوس)  | Irimaatenre  |       | 361–359 قبل الميلاد |
| 3     | نختنبو الثاني | Senedjemibre |       | 359–342 قبل الميلاد |

### الأسرة الحادية والثلاثون
أصبحت مصر مرة أخرى تحت سيطرة الفرس الأخمينيين وتحولت إلى ولاية. بناءا على ما ذكره المؤرخ مانيتون، فقد تم تصنيف حكام مصر الفرس من عام 343 إلى 332 قبل الميلاد على أنهم الأسرة الحادية والثلاثون.
حمل امبراطور فارس لقب الفرعون كتأكيد على سيطرته على مصر، وحكم خلال تلك الفترة ثلاثة ملوك فرس هم ارتخشاشا الثالث والرابع ودارا الثالث (داريوس) الذي عين «ساباخيس» واليا فارسياً على مصر ومن بعده «مازاخيس» الذي كان آخر والياً قبل دخول الاسكندر الأكبر مصر.
| الرقم | الاسم                 | تعليق | مدة الحكم           |
| ----- | --------------------- | --- | ------------------- |
| 1     | ارتخشاشا الثالث       | وقعت مصر تحت الحكم الفارسي للمرة الثانية.                                                                                     | 343–338 قبل الميلاد |
| 2     | ارتخشاشا الرابع       | حكم فقط على مصر السفلى | 338–336 قبل الميلاد |
| 3     | خباباش                | ملك فارسي متمرد قام بثورة في النوبة                                                                                           | 338–335 قبل الميلاد |
| 4     | دارا (دار يوس) الثالث | عاد صعيد مصر في عهده إلى السيطرة الفارسية عام 335 قبل الميلاد. غزا الإسكندر الأكبر الإمبراطورية الفارسية عام 332 قبل الميلاد. | 336–332 قبل الميلاد |

## الفترة الهلنستية

### الأسرة الأرغية
وَصَلَ الِإغْريقُ المَقْدونِيونَ تَحْتَ حُكْمِ الإسْكَندرِ الأَكْبَرِ إِلى مِصْرَ إيذاناً بِبِدءِ العَصْرِ الهِلَنْستي بِغَزوِهِ لِبلادِ فارَسَ وَمِصْرَ. حَكَمَتِ الأُسْرَةُ الأَرْغِيَّةُ مِنْ 332 إِلى 309 قَبْلَ المِيلادِ:
| رقم | الاسن                    | اسم التتويج        | تعليق                            | مدة الحكم                    |
| --- | ------------------------ | ------------------ | -------------------------------- | ---------------------------- |
| 1   | الإسكندر الأكبر          | Setepenre-Meryamun | قام بغزو بلاد فارس ومصر.         | 332–13 يونيو 323 قبل الميلاد |
| 2   | فيليبوس الثالث المقدوني  | —                  | الأخ غير الشقيق للإسكندر الأكبر. | 323–317 قبل الميلاد          |
| 3   | الإسكندر الرابع المقدوني | Haaibre            | ابن الإسكندر الثالث وروكسانا.    | 317–309 قبل الميلاد          |

### المملكة البطلمية
حَكَمَتِ السُلالَةُ الهِلَنْسِتيةُ الثانيةُ (البطالمة) مصر من 305 قبل الميلاد إلى أن أصبحت مصر مقاطعة لروما في 30 قبل الميلاد . أشهر أفراد هذه السلالة كانت كليوباترا السابعة المعروفة في العصر الحديث باسم كليوباترا ، والتي كانت قرينة يوليوس قيصر، وبعد وفاة قيصر تزوجت من مارك أنطوني، وأنجبت أطفالًا من كليهما. سعت كليوباترا لإنشاء اتحاد سلالات حاكمة وسياسية بين مصر وروما ، لكن اغتيال قيصر وهزيمة مارك أنطوني أدى إلى فشل خططها.
كان قيصريون (بطليموس الخامس عشر) آخر ملوك الأسرة البطلمية في مصر ، وحكم بالاشتراك مع والدته كليوباترا السابعة ملكة مصر . كان قيصريون هو الابن الأكبر لكليوباترا السابعة ، وربما الابن الوحيد ليوليوس قيصر الذي سمي على اسمه. بين وفاة كليوباترا في 12 أغسطس 30 قبل الميلاد وحتى وفاته في 23 أغسطس 30 قبل الميلاد ، كان اسمه الفرعون الوحيد. يُعتقد أنه تم مطاردته وقُتِلَ بأمر من أوكتافيان، الذي أصبح اسمه لاحقا الإمبراطور الروماني أغسطس ، لكن لم تثبت هذه الحادثة تاريخيا.
| رقم | الاسم              | اسم التتويج        | تعليق | مدة الحكم                 |
| --- | ------------------ | ------------------ | --- | ------------------------- |
| 1   | بطليموس الأول      | Setepenre-Meryamun | تنازل عن العرش عام 285 قبل الميلاد | 305 – 282 قبل الميلاد     |
| 2   | بطليموس الثاني     | Weserkare-Meryamun | — | 284 – 246 قبل الميلاد     |
| 3   | أرسينوي الثانية    | —                  | زوجة بطليموس الثاني | 277 – 270 قبل الميلاد     |
| 4   | بطليموس الثالث     | —                  | — | 246 – 222 قبل الميلاد     |
| 5   | برنيكي الثانية     | —                  | زوجة بطليموس الثالث. قُتلت. | 244/243 – 222 قبل الميلاد |
| 6   | بطليموس الرابع     | —                  | مات في ظروف غامضة ، ربما بنيران في القصر أو جريمة قتل. | 222 – 204 قبل الميلاد     |
| 7   | آرسينوي الثالثة    | —                  | زوجة بطليموس الرابع. قُتلت. | 220–204 قبل الميلاد       |
| 8   | هوروينيفر          | —                  | قام بثورة في الجنوب | 205–199 قبل الميلاد       |
| 9   | عنخوينيفر          | —                  | قام بثورة في الجنوب | 199– 185 قبل الميلاد      |
| 10  | بطليموس الخامس     | —                  | شارك بثورة في مصر العليا عام 186-207 قبل الميلاد | 204 –180 قبل الميلاد      |
| 11  | كليوباترا الأولى   | —                  | زوجة بطليموس الخامس، الوصي على العرش مع بطليموس السادس خلال فترة حكمه الأقلية                                                                                  | c. 193 –176 قبل الميلاد   |
| 12  | بطليموس السادس     | —                  | توفي عام 145 قبل الميلاد | 180–164 قبل الميلاد       |
| 13  | كليوباترا الثانية  | —                  | زوجة بطليموس السادس | 175–164 قبل الميلاد       |
| 14  | بطليموس الثامن     | —                  | أعلنه سكان الإسكندرية ملكًا عام 170 قبل الميلاد ؛ حكم بالاشتراك مع بطليموس السادس وكليوباترا الثانية من 169 إلى 164 قبل الميلاد. توفي عام 116 قبل الميلاد       | 171–163 قبل الميلاد       |
| 15  | بطليموس السادس     | —                  | كانت مصر تحت سيطرة بطليموس الثامن 164 ق.م - 163 ق. إلى أن أعاد بطليموس السادس 163 السيطرة عليها عام ق                                                          | 163 – 145 قبل الميلاد     |
| 16  | كليوباترا الثانية  | —                  | تزوجت من بطليموس الثامن ؛ قادت ثورة ضده عام 131 قبل الميلاد وأصبحت الحاكم الوحيد لمصر.                                                                         | 163–127 قبل الميلاد       |
| 17  | بطليموس السابع     | —                  | أعلنه والده شريكًا في الحكم ؛ حكم فيما بعد تحت وصاية والدته كليوباترا الثانية                                                                                   | 145–144 قبل الميلاد       |
| 18  | بطليموس الثامن     | —                  | استعاد العرش | 145–131 قبل الميلاد       |
| 19  | كليوباترا الثالثة  | —                  | الزوجة الثانية لبطليموس الثامن. قُتلت على يد ابنها بطليموس العاشر.                                                                                              | 142–131 قبل الميلاد       |
| 20  | بطليموس السابع     | —                  | أعلن كملك من قبل كليوباترا الثانية ؛ قتله بطليموس الثامن | 131 قبل الميلاد           |
| 21  | بطليموس الثامن     | —                  | قام بثورة في الجنوب | 131–130 قبل الميلاد       |
| 22  | بطليموس الثامن     | —                  | استعاد عرشه | 127–116 قبل الميلاد       |
| 23  | كليوباترا الثالثة  | —                  | استعادت العرش مع بطليموس الثامن ؛ شاركت لاحقًا في الوصاية على العرش مع بطليموس التاسع والعاشر.                                                                  | 127–107 قبل الميلاد       |
| 24  | كليوباترا الثانية  | —                  | تصالح مع بطليموس الثامن ؛ حكم بالاشتراك مع كليوباترا الثالثة حتى عام 116.                                                                                      | 124–116 قبل الميلاد       |
| 25  | بطليموس التاسع     | —                  | توفي سنة 80 قبل الميلاد | 116–110 قبل الميلاد       |
| 26  | كليوباترا الرابعة  | —                  | تزوجت لفترة وجيزة من بطليموس التاسع، لكن كليوباترا الثالثة طردتها. قتلت في وقت لاحق.                                                                           | 116–115 قبل الميلاد       |
| 27  | بطليموس العاشر     | —                  | توفي سنة 88 قبل الميلاد | 110–109 قبل الميلاد       |
| 28  | برنيكي الثالثة     | —                  | أجبرت على الزواج من بطليموس الحادي عشر ؛ قُتلت بناء على أوامره بعد 19 يومًا من الزواج.                                                                           | 81–80 قبل الميلاد         |
| 29  | بطليموس الحادي عشر | —                  | الابن الصغير لبطليموس العاشر؛ أُعلن كملك من قبل سولا؛ حكم لمدة 80 يومًا قبل أن يتم إعدامه من قبل المواطنين بسبب قتله لبرنيكي الثالثة                             | 80 قبل الميلاد            |
| 30  | بطليموس الثاني عشر | —                  | ابن بطليموس التاسع ; توفي 51 قبل الميلاد | 80–58 قبل الميلاد         |
| 31  | كليوباترا الخامسة  | —                  | زوجة بطليموس الثاني عشر ، والدة برنيس الرابع | 79–68 قبل الميلاد         |
| 32  | كليوباترا السادسة  | —                  | ابنة بطليموس الثاني عشر ، يعتقد العديد من علماء المصريات أنها هي نفسها كليوباترا الخامسة.                                                                      | 58–57 قبل الميلاد         |
| 33  | برينيكي الرابعة    | —                  | ابنة بطليموس الثاني عشر؛ أُجبرت على الزواج من سلوقس السابع، لكنها خنقه. حكمت بالاشتراك مع كليوباترا السادسة حتى 57 قبل الميلاد.                                 | 58–55 قبل الميلاد         |
| 34  | بطليموس الثاني عشر | —                  | استعاد العرش؛ حكم لفترة وجيزة مع ابنته كليوباترا السابعة قبل وفاته                                                                                             | 55–51 قبل الميلاد         |
| 35  | كليوباترا          | —                  | حكمت بالاشتراك مع والدها بطليموس الثاني عشر، وشقيقها بطليموس الثالث عشر، وشقيقها الزوج بطليموس الرابع عشر، وابنها بطليموس الخامس عشر.انتحرت.                   | 52 – 30 قبل الميلاد       |
| 36  | بطليموس الثالث عشر | —                  | شقيق كليوباترا السابعة | 51– 47 قبل الميلاد        |
| 37  | أرسينوي الرابعة    | —                  | الأخت غير الشقيقة لكليوباترا. وقعت في الأسر في حصار الإسكندرية (عام 47 قبل الميلاد). نفيت إلى معبد أرتيمس وأعدمت هناك بأوامر من كليوباترا.                     | 48–47 قبل الميلاد         |
| 38  | بطليموس الرابع عشر | —                  | الأخ الأصغر لكليوباترا السابعة وبطليموس الثالث عشر | 47–44 قبل الميلاد         |
| 39  | بطليموس الخامس عشر | —                  | الابن الرضيع لكليوباترا السابعة ؛ كان يبلغ من العمر 3 سنوات عندما أعلن مشاركًا في الحكم مع كليوباترا. آخر حاكم معروف لمصر القديمة عندما تولت روما مقاليد الحكم. | 44 – 30 قبل الميلاد       |

## روما
كانت لكليوباترا السابعة علاقات غرامية مع الديكتاتور الروماني يوليوس قيصر والجنرال الروماني مارك أنتوني، وبعد انتحارها وهزيمة مارك أنطوني على يد أوكتافيان، الذي أصبح لاحقًا الإمبراطور أوغسطس قيصر أصبحت مصر مقاطعة للجمهورية الرومانية في عام 30 ق. مُنح الأباطرة الرومان اللاحقون لقب فرعون ، على الرغم من وجودهم في مصر حصريًا.
كان آخر إمبراطور روماني يُمنح لقب فرعون هو ماكسيمينوس دايا (حكم 311-313 م).

## اقرأ أيضا
- سيرخ
- قائمة حكام مصر في العهد اليوناني والبطلمي
- قائمة الأسر الملكية المصرية
- الأسرة المصرية الأولى